# Sainte Anne trinitaire

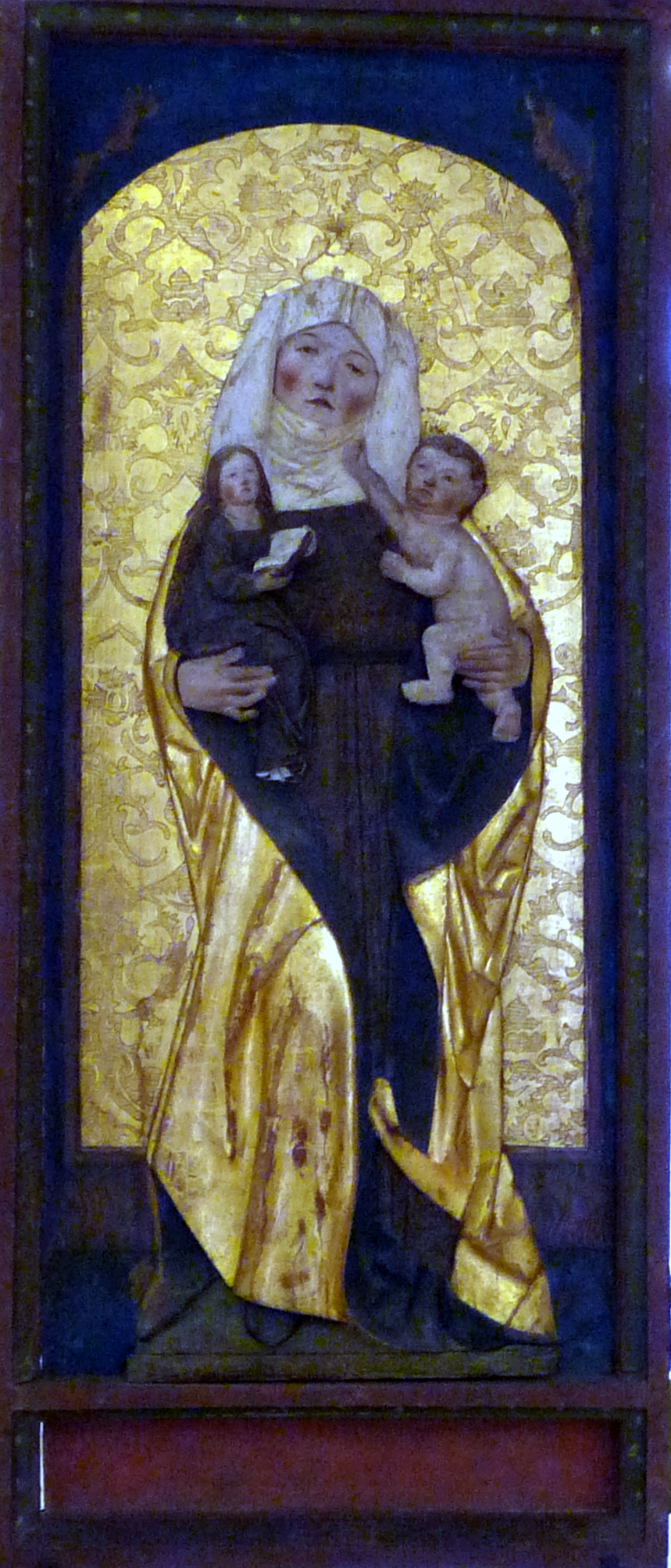
Artiste inconnu, Sainte Anne trinitaire dite « Anna Selbdritt », vers 1500, Kronach, Fränkische Galerie.

Vous lisez un « article de qualité » labellisé en 2021.  Il fait partie d'un « thème de qualité ».
La sainte Anne trinitaire, parfois appelée sainte-Anne-en-tierce ou sainte Anne ternaire, est un thème iconographique chrétien anciennement connu sous le nom de sainte Anne, la Vierge et l'Enfant. Il s'agit d'une image de dévotion associant la grand-mère Anne, la mère Marie et l'Enfant Jésus. 
Le thème se développe dans le cadre du culte rendu à sainte Anne. Absentes des textes canoniques bibliques, la figure et l'histoire de la sainte proviennent du récit apocryphe grec du Protévangile de Jacques ainsi que de son adaptation latine, l'Évangile du Pseudo-Matthieu. En outre, la propagation des récits de La Légende dorée rédigée entre 1261 et 1266 par Jacques de Voragine en assied définitivement l'installation dans la culture populaire.
Le motif initial mettant en scène la figure de sainte Anne est un binôme issu de la tradition orientale où elle est associée à sa fille Marie. Parvenu en Europe à la suite des croisades, le motif se voit adjoindre la figure du Fils, dès la seconde moitié du XIIIe siècle dans le Saint-Empire romain germanique et à partir du XIVe siècle en Italie. La représentation de la sainte Anne Trinitaire prend son essor véritable dans l'Occident chrétien à partir du milieu du XIVe siècle et connaît son apogée entre la fin du XVe siècle et le début du XVIe siècle, notamment en Italie ainsi que dans les pays de culture germanique où elle subsiste jusqu'au XVIIe siècle.
Le thème est présent sur tous les supports mais apparaît principalement sous forme de sculpture et de peinture. Bien qu'ayant évolué au cours du temps, ses caractéristiques iconographiques ont toujours pour but de signifier la dépendance physique et la subordination de Marie et Jésus envers Anne. Ainsi les œuvres adoptent parfois un caractère antinaturaliste, où Marie et sa mère peuvent avoir le même âge et la première être miniaturisée ; de même, il arrive que Marie soit représentée comme une petite fille à peine plus âgée que son fils. Deux types de composition cohabitent : une composition verticale directement issue de la tradition byzantine, où la sainte domine sa descendance et que l'on trouve plutôt en Italie, et une composition horizontale qui dérive de la première et a la faveur des pays du nord de l'Europe.
Dans la première moitié du XVIe siècle, le thème connaît un relatif reflux après les critiques de Martin Luther puis du concile de Trente, qui remettent en cause le rôle de sainte Anne et sa dévotion qui est alors considérée comme déplacée : sont incriminés l’épisode légendaire du triple mariage de la sainte, de même que l'impossibilité pour Marie, alors adulte, de côtoyer sa mère qui est morte lors de sa prime enfance ; certains chercheurs considèrent par ailleurs que ces critiques constitueraient également la remise en cause de ce qui est en fait vu comme la résurgence d'un culte païen antique d'autant plus grave qu'il concerne une figure féminine.

## Sujet

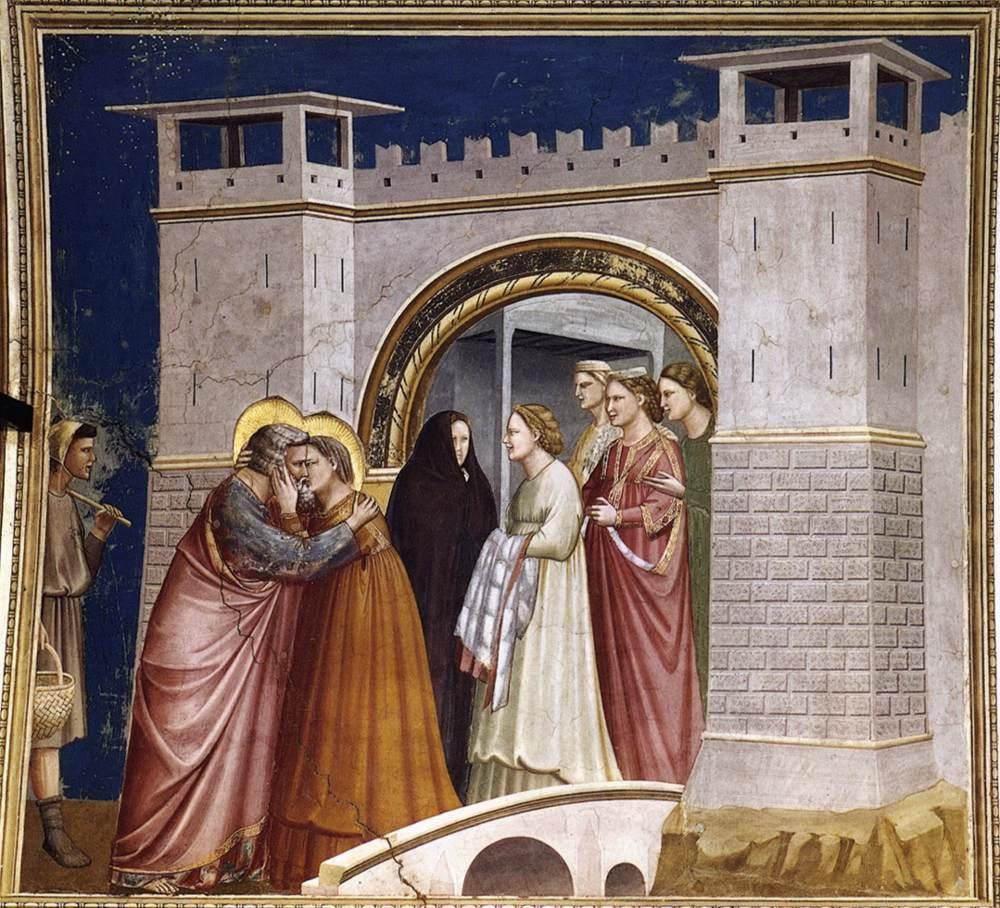
Une scène importante de la vie de sainte Anne : La rencontre d'Anne et Joachim à la Porte Dorée (Giotto di Bondone, entre 1303 et 1305, Padoue, église de l'Arena de Padoue).

Le thème de la sainte Anne trinitaire fait intervenir, outre Jésus et sa mère Marie, la figure d'Anne. Considérée par la tradition chrétienne comme la mère de Marie, donc la grand-mère de Jésus, et l'épouse de Joachim, Anne est vénérée comme une sainte. En effet, alors que les parents de Marie ne sont jamais mentionnés dans les textes canoniques bibliques, leur histoire est narrée dans le Protévangile de Jacques, un récit apocryphe grec du IIe siècle intitulé à l'origine Nativité de Marie. Au cours du temps, cet écrit subit des modifications pour se conformer aux écrits canonisés. L'histoire est ensuite traduite puis adaptée du grec vers le latin pour former l'Évangile du Pseudo-Matthieu, connu aussi sous le titre De nativitate (sanctae) Mariae (virginis) ou Liber de nativitate (beatae) Maria et infantia Salvatoris. Elle est enfin enrichie de détails hagiographiques au fil des siècles.
Selon le récit, Anne et son mari Joachim forment un couple frappé de stérilité et se séparent de corps pour cette raison. Or chacun apprend séparément par un ange que la femme est enceinte,. Anne et Joachim reprennent la vie commune et, en remerciement de ce miracle, ils décident de vouer leur enfant à venir à Dieu. 
Alors que les récits apocryphes s'arrêtent avec la mort des deux personnages dans les premières années de vie de leur fille, la légende du « Triple Mariage de sainte Anne », qui apparaît au XIe siècle, est reprise au XIIIe siècle par Jacques de Voragine, qui raconte dans sa Légende dorée, qu'après la mort de son mari, Anne vit suffisamment longtemps pour se marier encore deux fois, agrandissant le cercle familial autour de Jésus et expliquant ainsi l'existence de la fratrie élargie de celui-ci décrite dans les évangiles canoniques.

## Place dans le corpus biblique
Loin de constituer de simples récits anecdotiques de personnages saints, les récits apocryphes puis La Légende dorée de Jacques de Voragine poursuivent des intentions théologiques précises. 
En premier lieu, il s'agit d'édifier l'Incarnation de Dieu au moyen de l'établissement de la lignée noble et donc de l'ascendance divine de Marie. Ce n'est plus seulement la vie du Christ qui tient de la sainteté mais bien celle de Marie, grâce et à travers la figure d'Anne. En effet, le IIe siècle voit se développer des conflits opposant partisans et adversaires d'une naissance humaine ou divine de la mère de Jésus. Elle subit ainsi des attaques l'accusant d'être de basse lignée, voire la soupçonnant d'adultère. Or « le protévangile rejette toutes ces affirmations : Marie est née de parents riches, cultivés, citadins, de lignée royale, davidique ». La conséquence en est l'importante mise en valeur de la figure de Marie dans la piété et le culte futurs.
Par ailleurs, ces écrits s'inscrivent dans le cadre de la justification de la conception virginale, selon laquelle Marie a conçu Jésus tout en restant vierge. En effet, d'une part, cette conception devient la répétition d'un miracle qui s'est déjà produit avec sa propre mère et, d'autre part, « dès avant sa naissance, [Marie] est une enfant du miracle, mise à part et bénie ». C'est seulement vers la fin du XVe siècle que les promoteurs du dogme de l'Immaculée Conception — selon lequel Marie, recevant par anticipation les fruits de la résurrection de son fils Jésus-Christ, a été conçue exempte du péché originel — s'appuieront sur ces textes pour le justifier,. Comme ce miracle implique que la mère de Marie, Anne, gagne en importance théologique, ils insèrent le thème de la sainte Anne trinitaire dans le culte marial pour diffuser leurs idées.
Enfin, ces deux objectifs sont mis en évidence par un procédé d'intertextualité biblique, qui consiste à inscrire les écrits apocryphes dans la continuité de récits issus de la Bible hébraïque. Les récits du Protévangile de Jacques et de l'Évangile du Pseudo-Matthieu sont ainsi calqués sur la vie d'Elkana et Hannah, les parents de Samuel, prophète et dernier juge d'Israël ; de même, il est possible de les rattacher au modèle d'Abraham et de Sarah. Ce rattachement est suffisamment important pour que les chercheurs parlent volontiers du Protévangile de Jacques comme d'un « midrash chrétien ».

## Historique du thème

### Émergence et essor, de l'Antiquité à l'époque médiévale
La représentation collective de trois personnages d'âges différents trouve son origine dans l'Antiquité. La plus connue représente la déesse Déméter et sa fille Perséphone accompagnées de Triptolème : il s'agit alors de personnifier le cycle de la nature du passé, du présent et du devenir.
Le motif initial mettant en scène la figure de sainte Anne est un binôme où elle est associée à sa fille Marie. La représentation se fait dans un contexte d'essor du culte rendu à la grand-mère de Jésus : celui-ci se développe d'abord en Orient dans l'Empire byzantin, particulièrement à Jérusalem et à Constantinople dès le VIe siècle. Par la suite, la représentation migre en Occident : la première image d'une Anne tenant Marie enfant dans ses bras se retrouve ainsi en peinture sur les murs du presbytère de l'église Santa Maria Antiqua à Rome, au milieu du VIIe siècle. Le XIIe siècle marque l'installation définitive du culte de sainte Anne — notamment en Europe du Nord — avec le transfert de reliques associé au retour de pèlerins lors des croisades : ainsi en 1204, la tête de sainte Anne est confiée à la cathédrale de Chartres, offrant l'occasion de créer dans le premier tiers du XIIIe siècle un groupe statuaire votif unissant sainte Anne et sa fille, qui servira par la suite de modèle pour de nombreux artistes européens.
La dévotion à sainte Anne, limitée longtemps à quelques sanctuaires, se répand dans le monde catholique à partir du XIIIe siècle, avec la propagation des récits de La Légende dorée rédigée entre 1261 et 1266 par Jacques de Voragine, qui a pour conséquence d'associer plus étroitement le culte de sainte Anne à celui de la Vierge. L'association iconographique des deux femmes est définitivement installée. Pour autant, « la dévotion envers la Mère du Sauveur exig[eant] que l'on ne sépar[e] pas la Vierge de Jésus » (celle-ci étant considérée en tant que théotokos), les premières représentations associant la grand-mère, la mère et le fils apparaissent dès la seconde moitié du XIIIe siècle dans le Saint-Empire romain germanique et à partir du XIVe siècle en Italie,. 
De fait, si le culte de sainte Anne ainsi que l'association iconographique Anne-Marie ont une origine orientale, le thème iconographique de la sainte Anne trinitaire voit sa construction en Occident. Il rencontre la plus grande faveur dans le Saint-Empire romain, à tel point que le terme germanique d'Anna selbdritt (« sainte Anne à trois », « en tiers », « trinitaire ») demeure employé dans les autres langues pour désigner ce groupe,. La première d'entre elles se trouve dans l’église Saint-Nicolas à Stralsund et est datée de 1260 : sainte Anne est assise sur un trône ; Marie se tient sur son bras gauche, les pieds posés sur sa jambe gauche ; l'Enfant Jésus est assis sur la cuisse de sa mère, les jambes croisées ; le corps de Marie — bien qu'elle soit adulte — est réduit par rapport à celui d'Anne ; les traits du visage des deux femmes sont identiques et stylisés.

### Apogée au début de la Renaissance

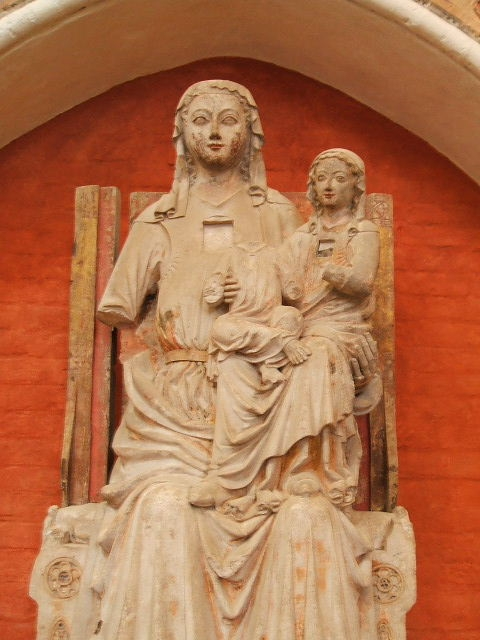
Anna selbdritt, vers 1260, Stralsund, église Saint-Nicolas.

La représentation de la sainte Anne Trinitaire prend de l'ampleur à partir du milieu du XIVe siècle et connaît son apogée entre la fin du XVe siècle et le début du XVIe siècle. 
La finalité du culte de sainte Anne à travers sa représentation en tierce est multiple : en tant que grand-mère de Jésus — et donc à l'origine de la Sainte Parenté —, son culte est dédié aux femmes stériles ou enceintes dont elle est la patronne ; il se pratique également dans le but d'obtenir son intercession pour être protégé contre les maladies ou les épidémies ; ou plus simplement parce que la sainte est la figure tutélaire du lieu, comme pour la ville de Florence ou la Bretagne entière où son culte connaît un grand essor. 
Il apparaît que ce succès procède d'une importante dévotion populaire, et non d'un quelconque appui des théologiens ou des autorités ecclésiales, qui redoutent l'importance ainsi donnée à des figures féminines ; de fait, si ces derniers consentent à intégrer cette représentation dans les églises, c'est en la bornant fortement comme en témoigne, par exemple, son nom donné en Italie de « Metterza », c'est-à-dire « la troisième » pour en souligner sa subordination à la figure masculine de Jésus. 
Parallèlement, au tournant des XVe et XVIe siècles, la controverse sur le dogme de l'Immaculée Conception culmine. Or ce n'est qu'à cette période, comme le souligne l'historienne de l'art Virginia Nixon, que le dogme et l'iconographie se rejoignent réellement : « Le rôle d'Anne dans le discours haut-médiéval de la conception de Marie était certainement important, mais à ce stade, elle n'était encore associée ni aux pro- ni aux anti-immaculistes. » En 1481, le pape franciscain immaculiste Sixte IV fait ajouter la fête solennelle de sainte Anne au calendrier de l'Église romaine, le 26 juillet. En 1494 paraît le traité De laudibus sanctissimae matris Annae de l'abbé bénédictin Johannes Trithemius qui joue un grand rôle dans la propagation de son culte. La même année, Alexandre VI favorise le culte de sainte Anne par la mise en place d'une indulgence qui promet la remise des péchés à quiconque prononce une prière devant l'image de Anna metterza (sainte Anne, la Vierge et l'Enfant),. 
Le culte de sainte Anne se développe donc jusqu'à ce que la sainte Anne trinitaire soit assimilée à une trinité terrestre (en latin, Trinitas terrestris) en référence à la Trinité céleste (en latin, Trinitas caelestis) dont elle constitue un reflet plus accessible pour le croyant non lettré. Néanmoins, à cette dernière, l'historien de l'art Meyer Schapiro préfère le terme d'Humanissima Trinitas (la Trinité humaine, en opposition à la Divinissima Trinitas, la Trinité divine), en particulier parce que ni Anne ni Marie ne sont essentielles au sens théologique du terme, de même que le groupe ne constitue une trinité que par analogie.

### Déclin auXVIesiècle

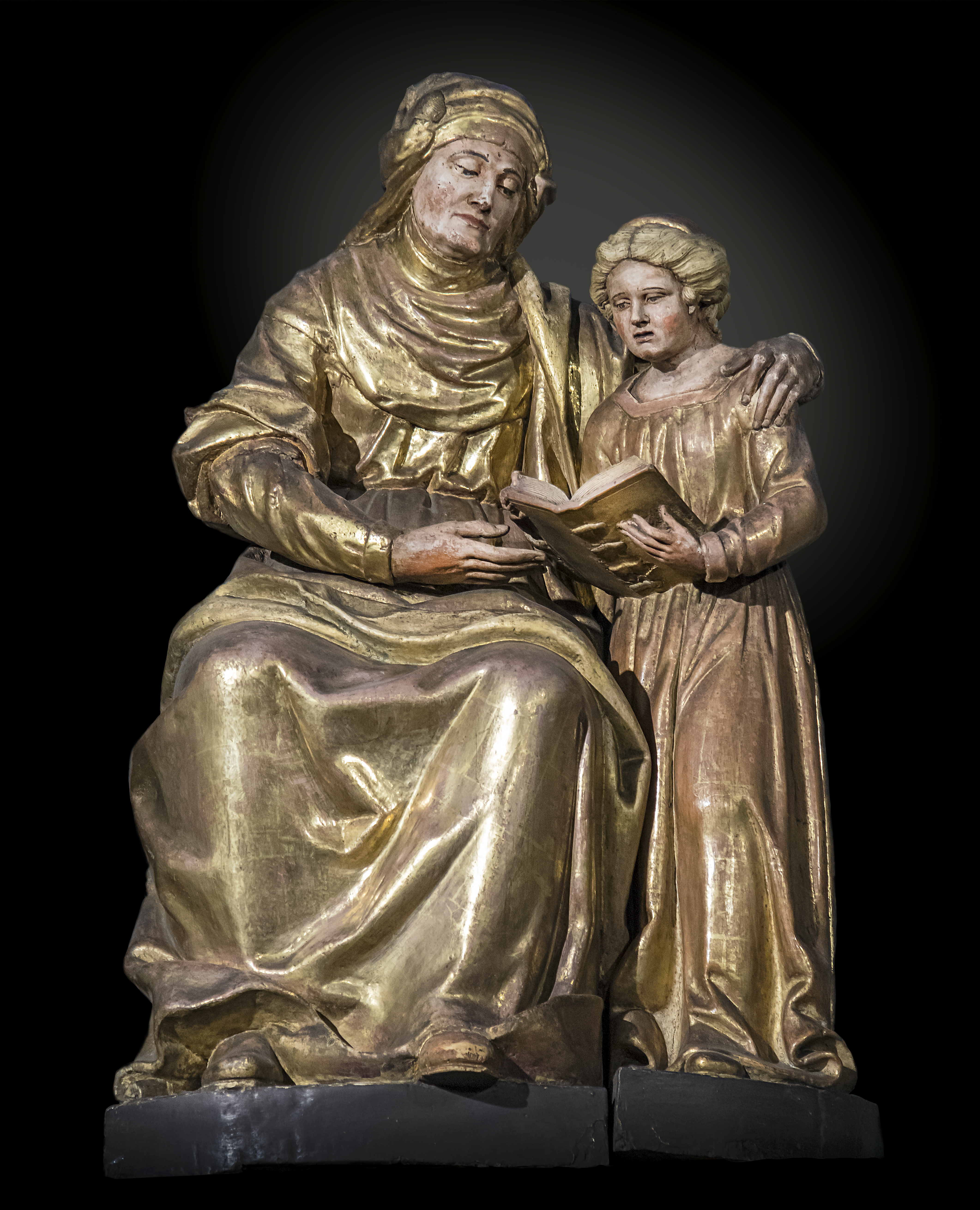
Après son acmé, le thème est supplanté à partir du dernier tiers du XVIe siècle par la représentation de la « Sainte Anne éducatrice » (Artus Legoust, L'Éducation de la Vierge par sainte Anne, début du XVIe siècle, Toulouse, église Notre-Dame du Taur).

Après cette période, bien qu’il demeure populaire notamment en Europe du Nord, le thème connaît un relatif reflux. En effet, dès 1518, Martin Luther critique le culte rendu à sainte Anne, la plaçant « en tête des déesses du panthéon des idolâtres » ; de même, les réformateurs s'indignent de « la prolifération des reliques et des légendes parasitaires » relatives à la sainte, s'appuyant notamment sur le caractère apocryphe de son histoire. En réaction, le concile de Trente — qui constitue une réponse aux théories protestantes — remet en cause en 1563 le rôle de sainte Anne et sa dévotion qui est alors considérée comme « déplacée », bien qu'elle ne soit pas strictement interdite. Sont ainsi particulièrement critiqués certains épisodes de son histoire dont, en particulier, l’épisode légendaire de son triple mariage (en latin : trinubium). De même, le concile reconnaît l'impossibilité pour Marie, alors adulte, de côtoyer sa mère pourtant morte lors de sa prime enfance. Dès lors, le titre de « Trinité terrestre » glisse progressivement vers la Sainte Famille tandis qu'à Anne est confié le rôle plus neutre d'éducatrice. Le pape Pie V est alors conduit, en 1568, lorsqu'il établit le calendrier romain tridentin, à supprimer l'office qui lui est dédié. 
Cette évolution explique que la trinité maternelle décline dès le milieu du XVIe siècle dans l'art occidental. C'est pourquoi Annie Cloulas-Brousseau considère « curieux de retrouver, au milieu du XVIIIe siècle, une résurgence du groupe trinitaire » en Italie ; s'il demeure assez vivace en Espagne au XVIIe siècle, il décline par la suite. Seul le Nouveau Monde voit son intérêt se maintenir jusqu'au XIXe siècle. En Europe du Nord, en revanche, le thème étant très bien implanté, il décline plus lentement d'autant qu'en 1584 le pape Grégoire XIII rétablit officiellement la fête d'Anne le 26 juillet et qu'en 1622 Grégoire XV en fait une fête obligatoire et chômée : le thème se décline en Sainte Parenté dans les aires germanique et néerlandaise puis il cohabite avec celui de l'Éducation de la Vierge, dont les premières figurations apparaissent en Angleterre dès le XIVe siècle pour le supplanter au tournant des XVIe et XVIIe siècles.

### Désaffection à l'époque contemporaine
Malgré sa désaffection, le thème de la sainte Anne trinitaire peut continuer d'inspirer les artistes, mais il s'agit alors d'« artistes plutôt mineurs et seulement jusqu’aux années 1930 » : quelques résurgences sont ainsi signalées dans l'art chrétien d’Orient, comme au monastère de Kykkos à Chypre. Plus tard, il se rencontre encore plus rarement, comme dans des tableaux datant de 2010 et 2011 chez le peintre et sculpteur français Arcabas reconnu pour son importante production dans le domaine de l'art sacré.
De fait, le thème se rencontre plutôt occasionnellement, lorsqu'un créateur montre sa volonté de relire l'œuvre d'artistes du passé. Ainsi l'artiste britannique Jenny Saville s'inspire du carton de Burlington House de Léonard de Vinci dans une série d'œuvres intitulée Mothers. Elle s'y représente enceinte, tenant deux bébés se tortillant dans les bras, et y interroge l'acceptation de l'éventualité de la mort de l'enfant dans la société moderne.
Enfin, le thème fait l'objet d'une certaine méconnaissance d'auteurs modernes, tel Sigmund Freud qui, dans l'édition 1919 de son ouvrage Un souvenir d'enfance de Léonard de Vinci, décrit le thème comme exceptionnel dans l'art de la Renaissance, affirmation que l'historien de l'art américain Meyer Schapiro démonte dans son article « Leonardo and Freud : An Art-Historical Study ».

## Dénominations
Le thème est le plus souvent appelé « sainte Anne trinitaire » dans l'aire francophone,. Il s'agit d'une dénomination récente et il ne se trouvait désigné auparavant que par une formule descriptive comme « sainte Anne, la Vierge et l'Enfant Jésus », contrairement à l'« Anna Metterza » en italien et l'« Anna Selbdritt » dans l'aire germanophone : une hypothèse expliquant ce manque serait un relatif désintérêt pour le thème en France, à part en Bretagne, en Normandie et dans le Centre. 
De son côté, le docteur en théologie Jean-Pierre Maïdani Gérard préfère la formule empruntée aux travaux du philosophe Jean Laplanche de « sainte Anne en tierce » qu'il orthographie également « sainte-Anne-en-tierce » : il s'agit pour lui de rendre compte de la signification de l'italien « Metterza », « Celle qui est la troisième, dans une série de trois » (selon la traduction qu'il en fait) qui exprime non un ordre chronologique correspondant à une généalogie mais un ordre hiérarchique puisque le « premier » est Jésus (en tant que Dieu et fils de Dieu) et la « seconde » est Marie (en tant que mère de Jésus). De fait, il explique le choix initial de ce mot en Italie par une volonté de mettre une distance entre la sainte et les fidèles afin d'éviter toute « dévotion idolâtrique », d'autant plus condamnable qu'elle est destinée à une femme. On trouve par ailleurs « sainte Anne ternaire », que promeuvent plutôt les théologiens pour qui le terme « sainte Anne trinitaire » « est fâcheux car il encourage des spéculations dénuées de toute pertinence théologique » en entretenant une confusion avec le dogme théologique de la Trinité de Dieu. Enfin on trouve également « sainte Filiation » mais cette désignation demeure assez rare sous la plume des chercheurs.

## Supports et destinations

Mises en œuvre artistique du thème sur différents supports : vitrail, bas-relief, sculpture, enluminure, retable et peinture
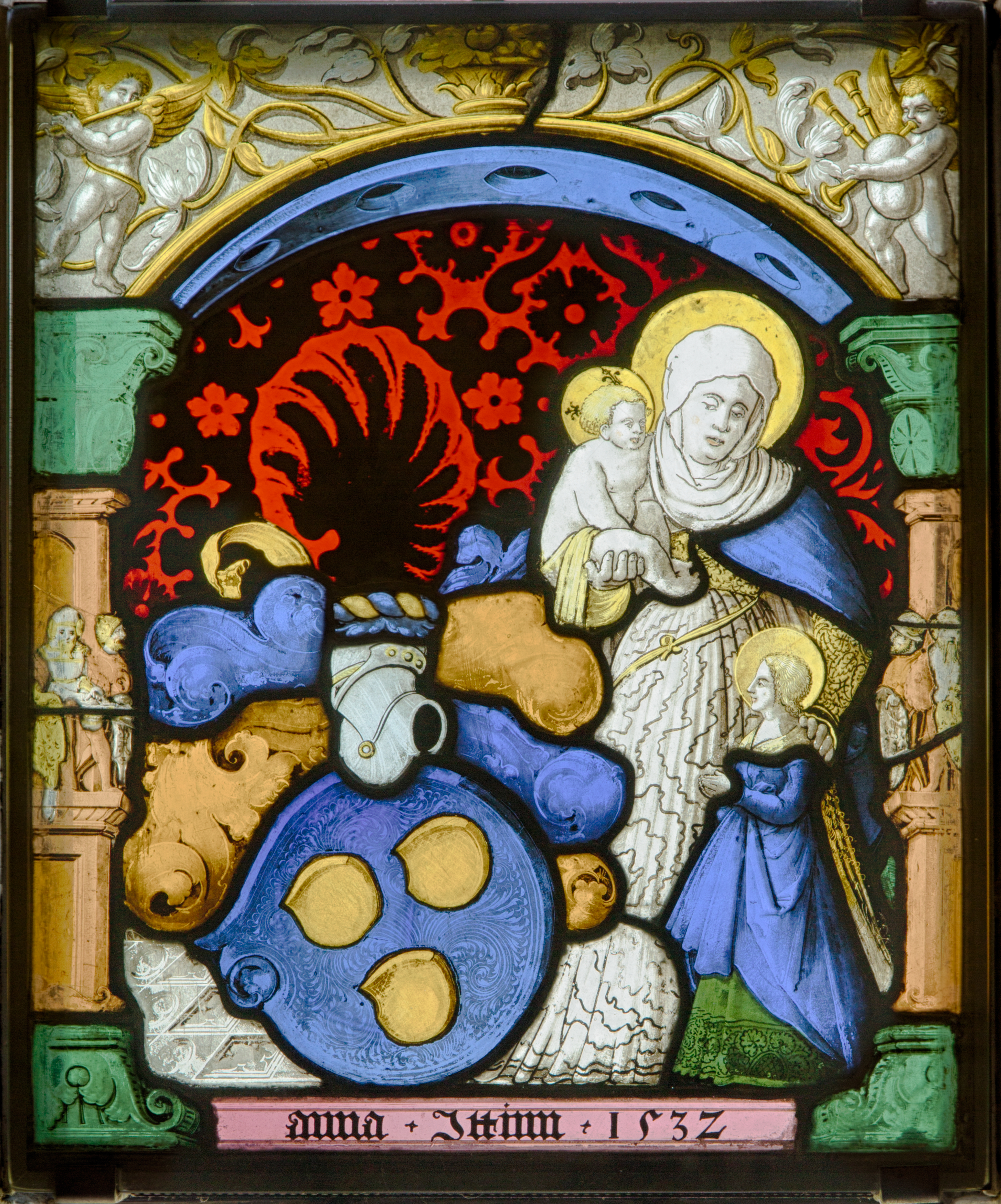
Sainte Anne trinitaire, 1532, cloître du monastère de Wettingen, canton d'Argovie (Suisse).
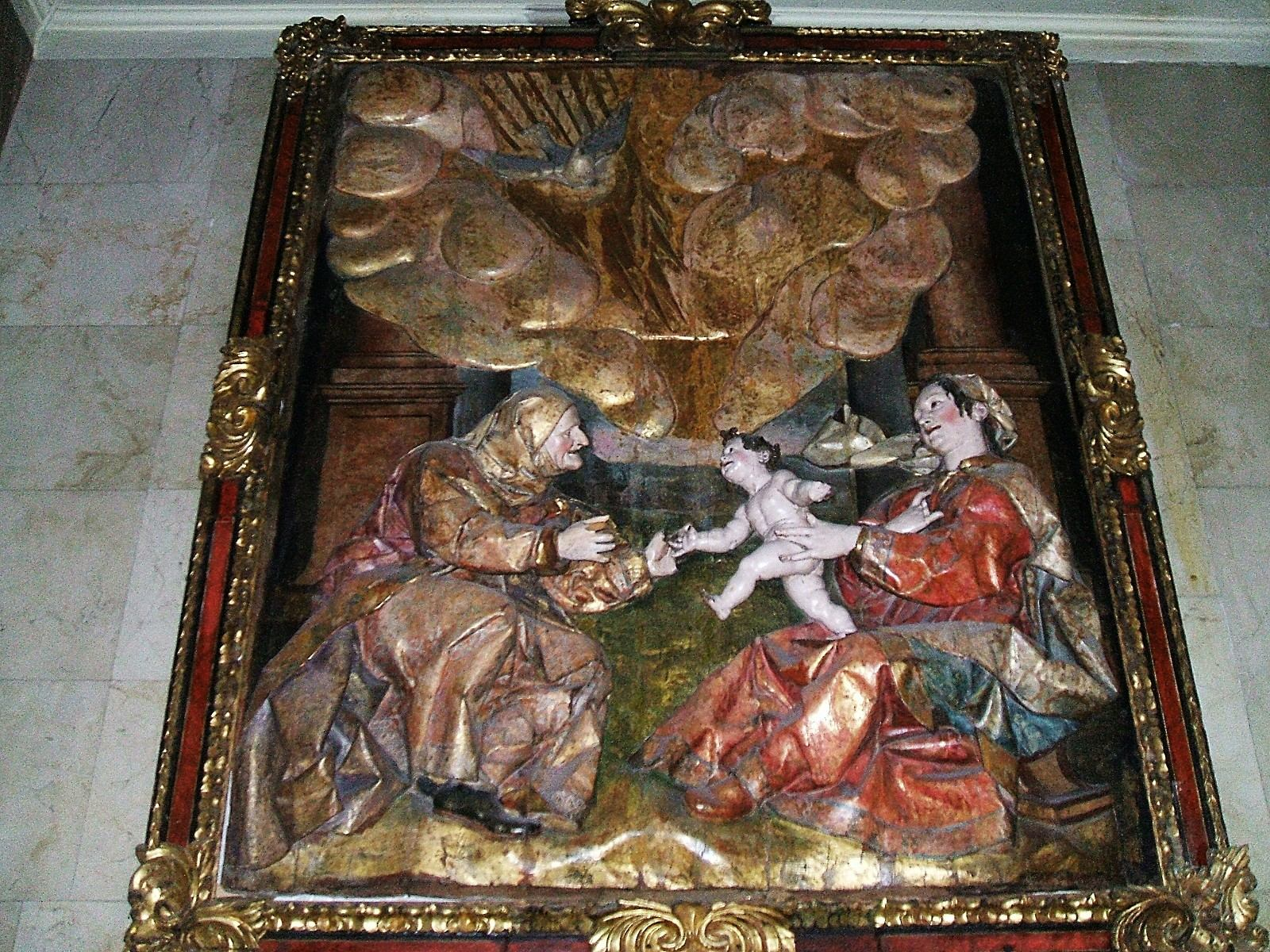
Sebastián Ducete et Esteban de Rueda, Sainte Anne, la Vierge et l'Enfant, XVIe siècle, Valladolid (Espagne), basilique mineure et sanctuaire national de la Grande Promesse.
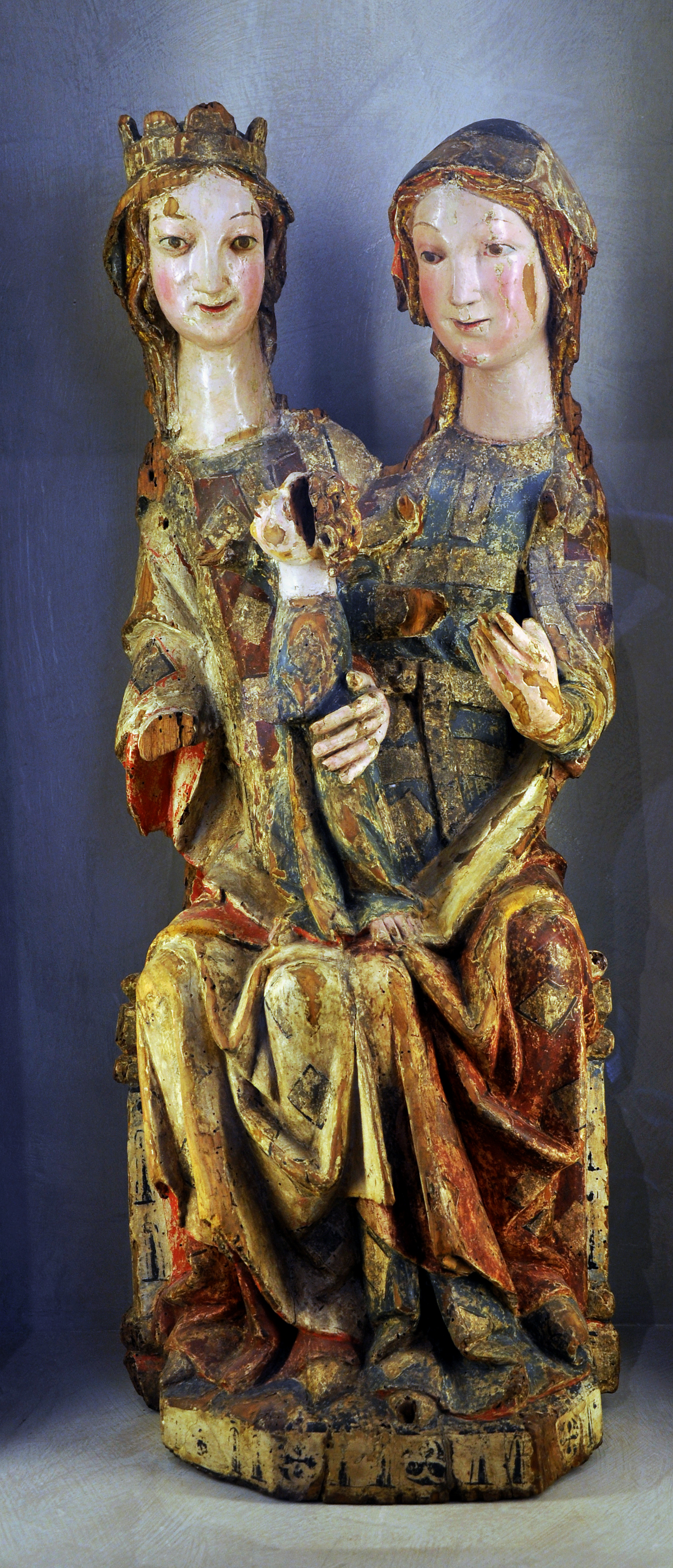
Sainte Anne trinitaire, XIVe siècle, musée des Beaux-Arts de Lyon.
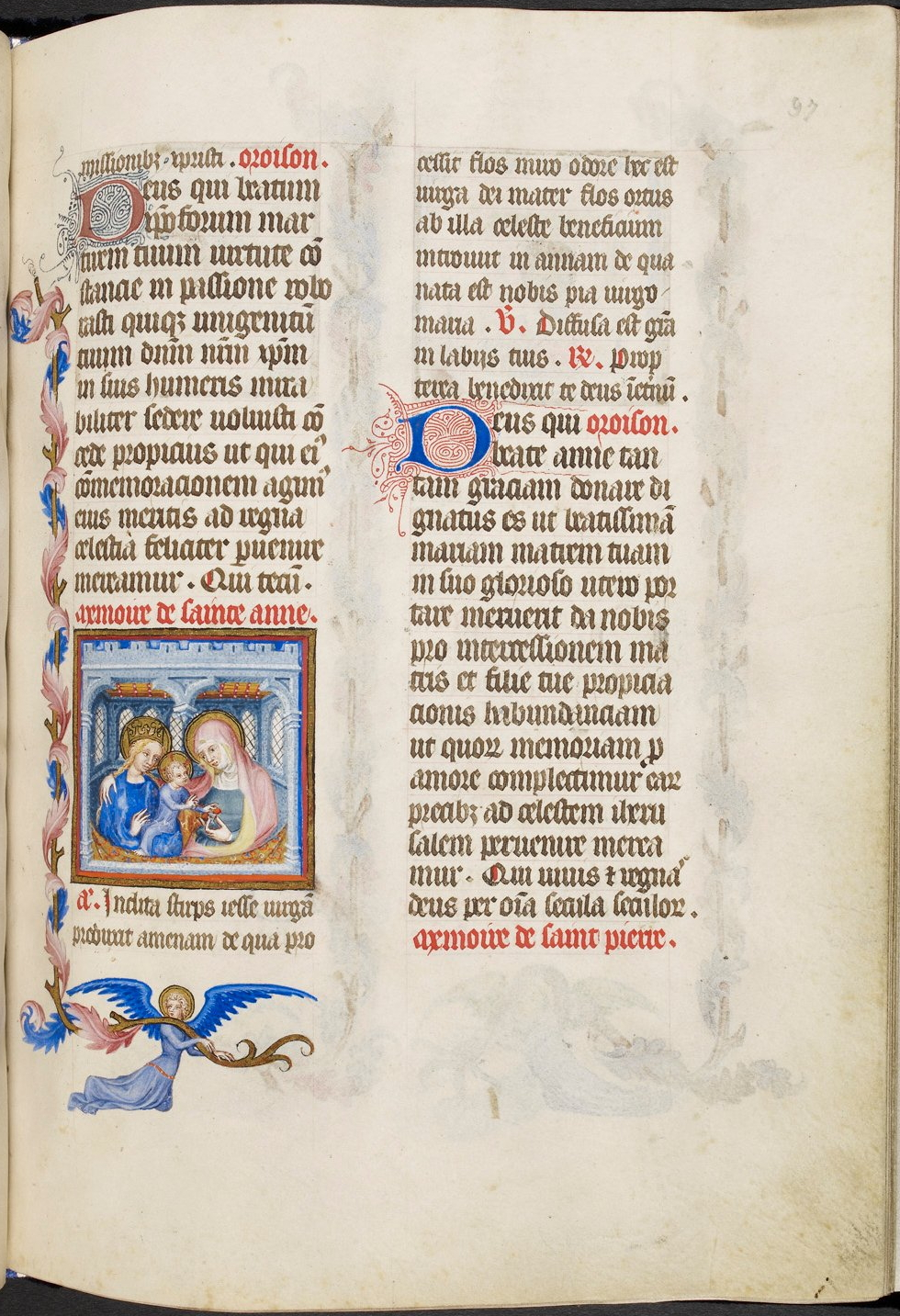
Maître du Parement de Narbonne (attrib.), Heures Egerton, vers 1410, British Library, no inv. Egerton 1070, fo 97.

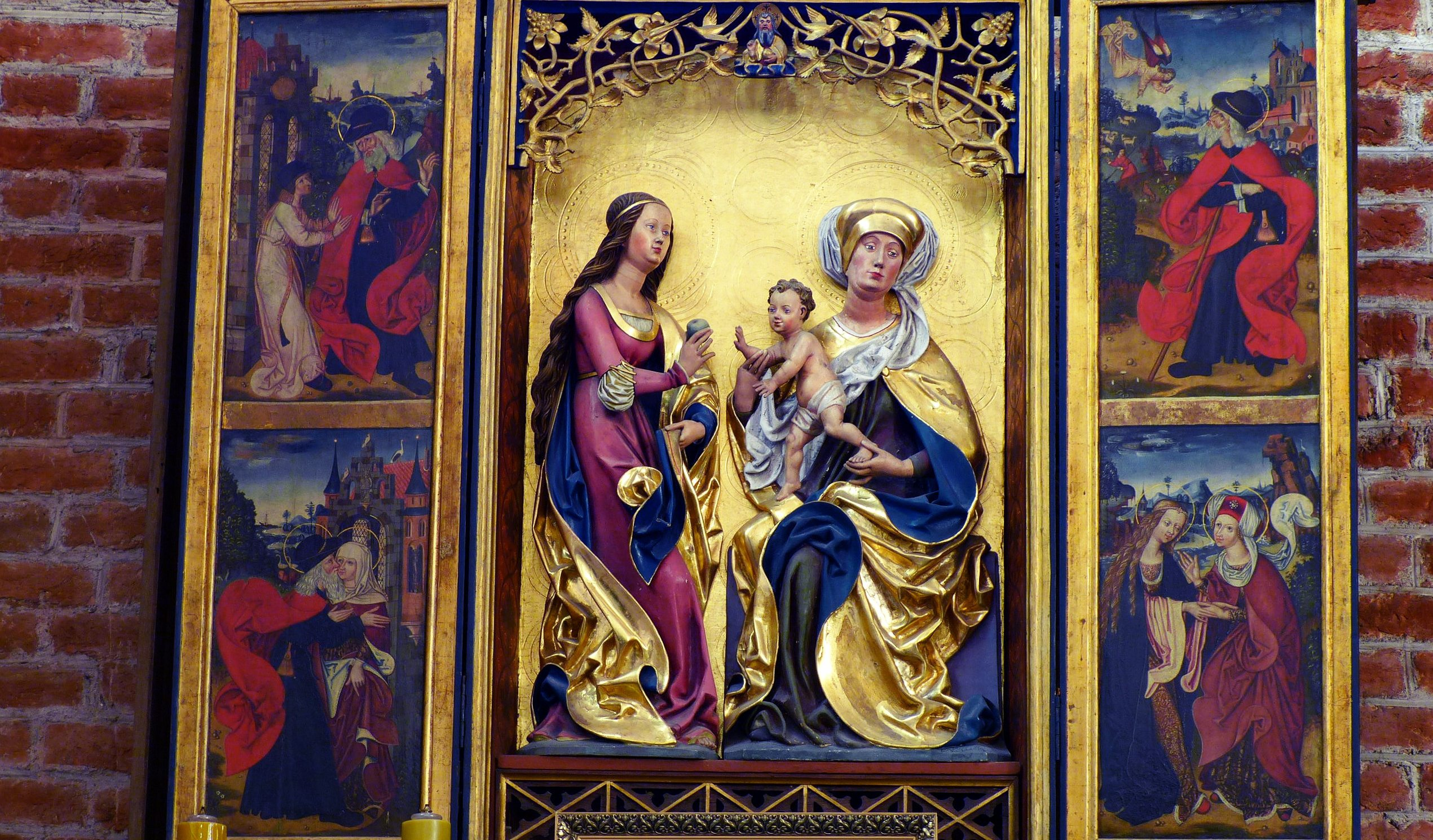
Artiste anonyme, Triptyque de sainte Anne, vers 1520, Dobre Miasto (Pologne), église Saint-Sauveur.
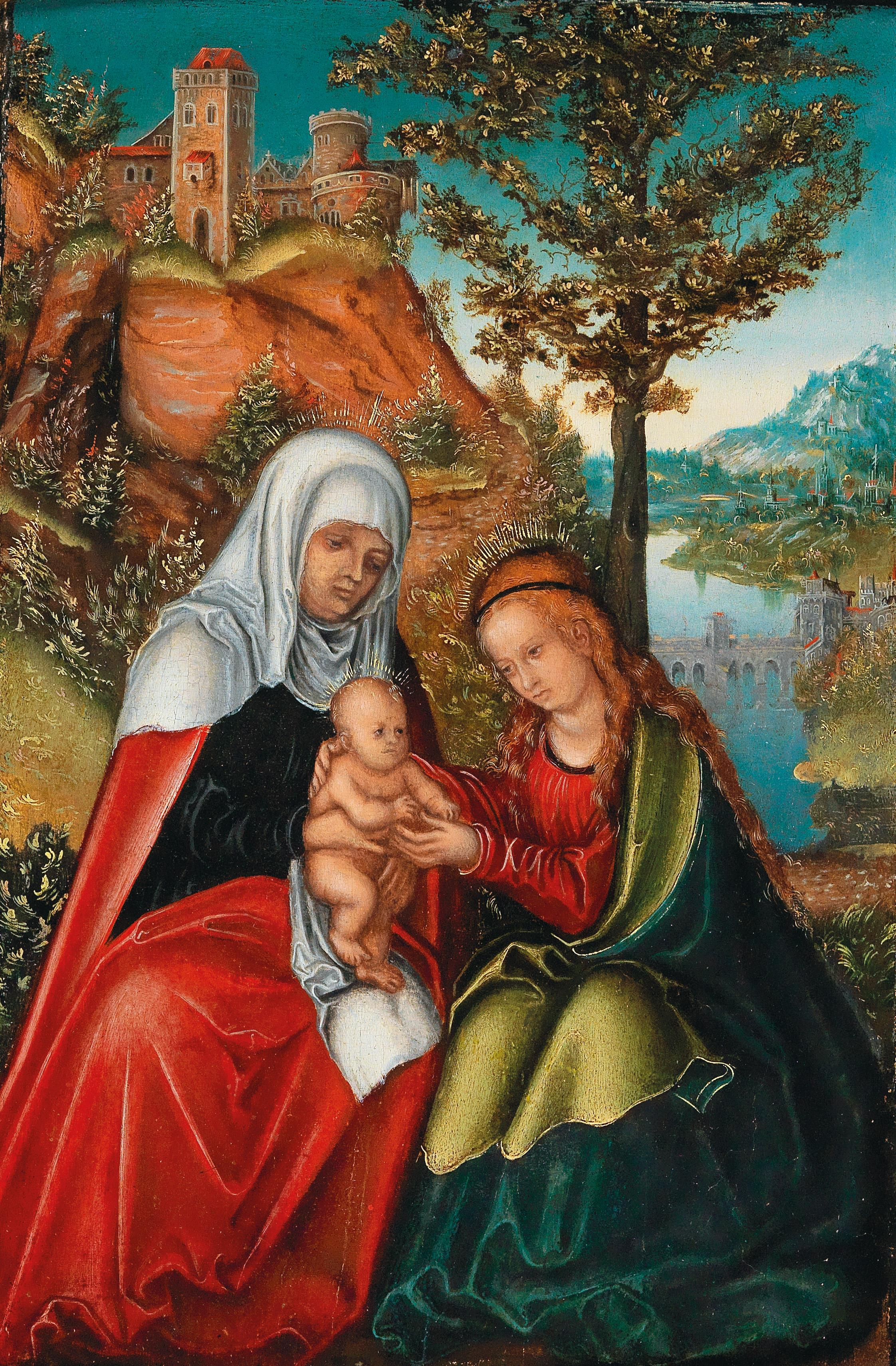
Atelier de Lucas Cranach l'Ancien, Sainte Anne, la Vierge et l'Enfant, avant 1515, Allemagne, collection particulière.

Du fait de sa grande popularité, le thème de la sainte Anne trinitaire apparaît dans tout le spectre de l'espace religieux. De façon minoritaire, il est présent dans l'espace domestique sous forme d'objets de dévotion personnelle, comme des bréviaires, de petits retables ou des statues votives ou protectrices destinées à orner le mur extérieur de la maison, ou bien sous forme d'objets à destination plus profane, par exemple en tant que décor de meubles comme observé aux Pays-Bas sur des émaux ornant la face avant de coffrets,. Mais le thème apparaît surtout dans l'espace plus large de la vie en communauté, notamment dans les couvents de religieuses et plus souvent encore dans des églises. Dans ce cas, il est volontiers destiné à des retables : il est alors fréquemment situé dans une console ou une niche qui flanque le panneau central ou bien sur la prédelle servant de support horizontal à l'œuvre.
En effet, la quasi-totalité des représentations de la sainte Anne trinitaire prennent la forme de peintures et de sculptures. La statuaire est le plus souvent polychrome et s'insère généralement au centre de retables ; on trouve même — quoique de façon anecdotique — des pantins articulés que les clercs en charge de leur entretien doivent habiller selon la période de l'année. De fait, la sculpture du thème présente majoritairement des dimensions moyennes et on note une faible inclination pour l'art monumental. De même, la production apparaît moins fréquemment sous forme de bas ou haut-reliefs, qui s'insèrent alors le plus souvent dans les prédelles de retables. La production picturale constitue la plus abondante des techniques visant à représenter le thème : retables, tableaux d'autels, fresques et tableaux ornant les murs d'églises, gravures, notamment en Europe du Nord. L'utilisation d'autres supports est moins courante même si elle n'est pas exceptionnelle : en témoignent des vitraux où les trois personnages sont souvent associés au donateur et des émaux peints provenant par exemple de Limoges au XVIe siècle, qui permettent de magnifier le sujet.

## Iconographie

### Attributs

#### Différences d'âges et proportions corporelles

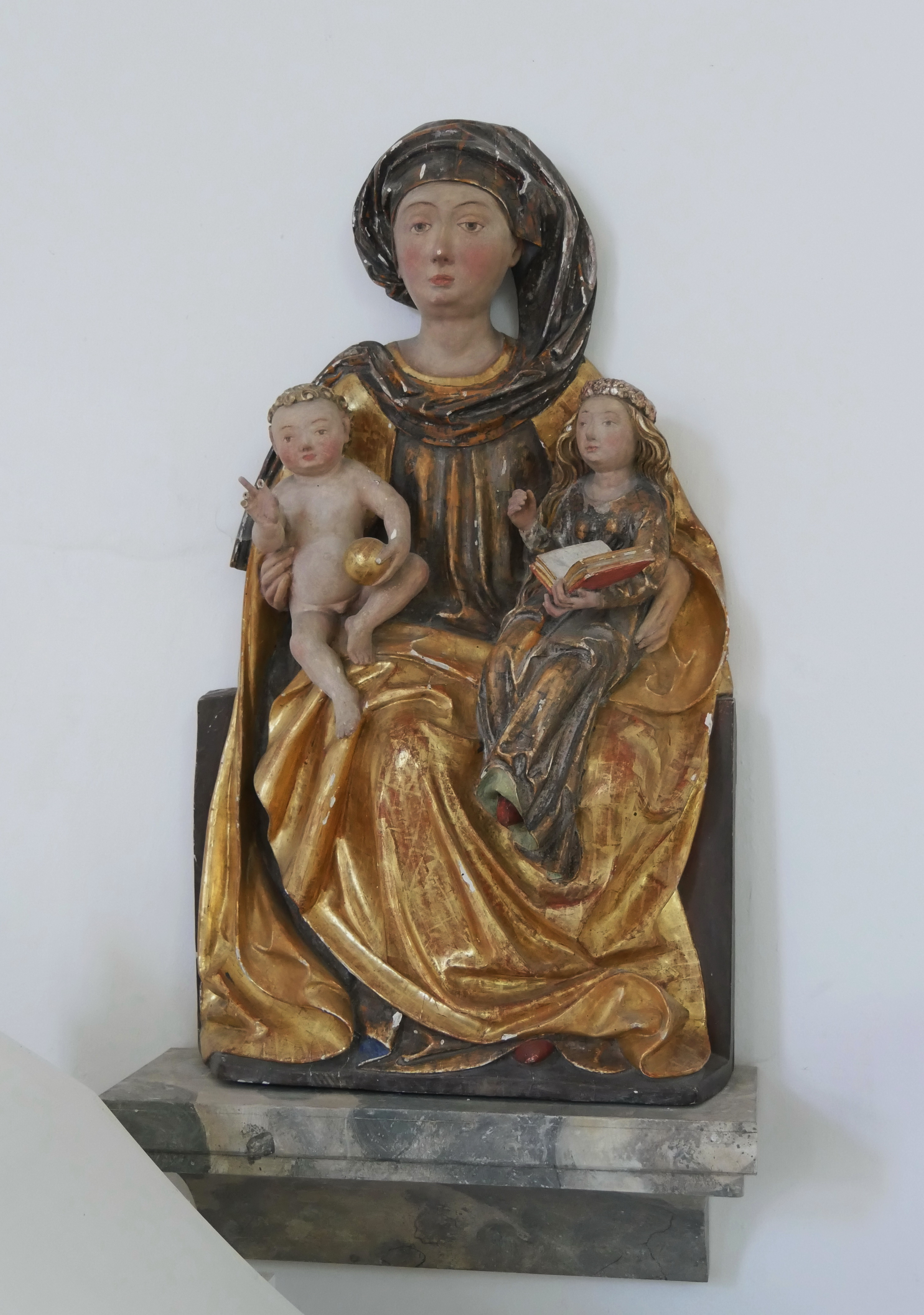
Artiste inconnu, Anna Selbdritt, XVIe siècle, Dießen am Ammersee (Bavière), chapelle sainte Anne.

La relation mère-fille étant prégnante dans la thématique, leur écart d'âge est privilégié mais conduit à des représentations antinaturalistes. En effet, si Anne est le plus souvent représentée avec les attributs conventionnels médiévaux d'une femme d'âge mûr d'une soixantaine d'années — visage aux traits marqués, richement vêtue, portant un voile et une guimpe stricts —, Marie apparaît fréquemment en fillette à peine plus âgée que Jésus, à tel point qu'il serait possible de prendre Jésus et Marie pour frère et sœur.
Par ailleurs, la plupart du temps, l'art classique représente sainte Anne comme « la plus grande, la plus majestueuse » des trois figures. Ainsi lorsque l'artiste choisit d'attribuer à Marie un âge identique à sa mère, elle apparaît alors miniaturisée, souvent de la même taille que Jésus qui, lui, offre des proportions normales par rapport à sa grand-mère. C'est en particulier le caractère mystique du thème qui pousse artistes et commanditaires à outrepasser ainsi les règles temporelles ou physiques : il s'agit ainsi de signifier la dépendance physique et la subordination de Marie et Jésus envers Anne.

#### Gestuelle

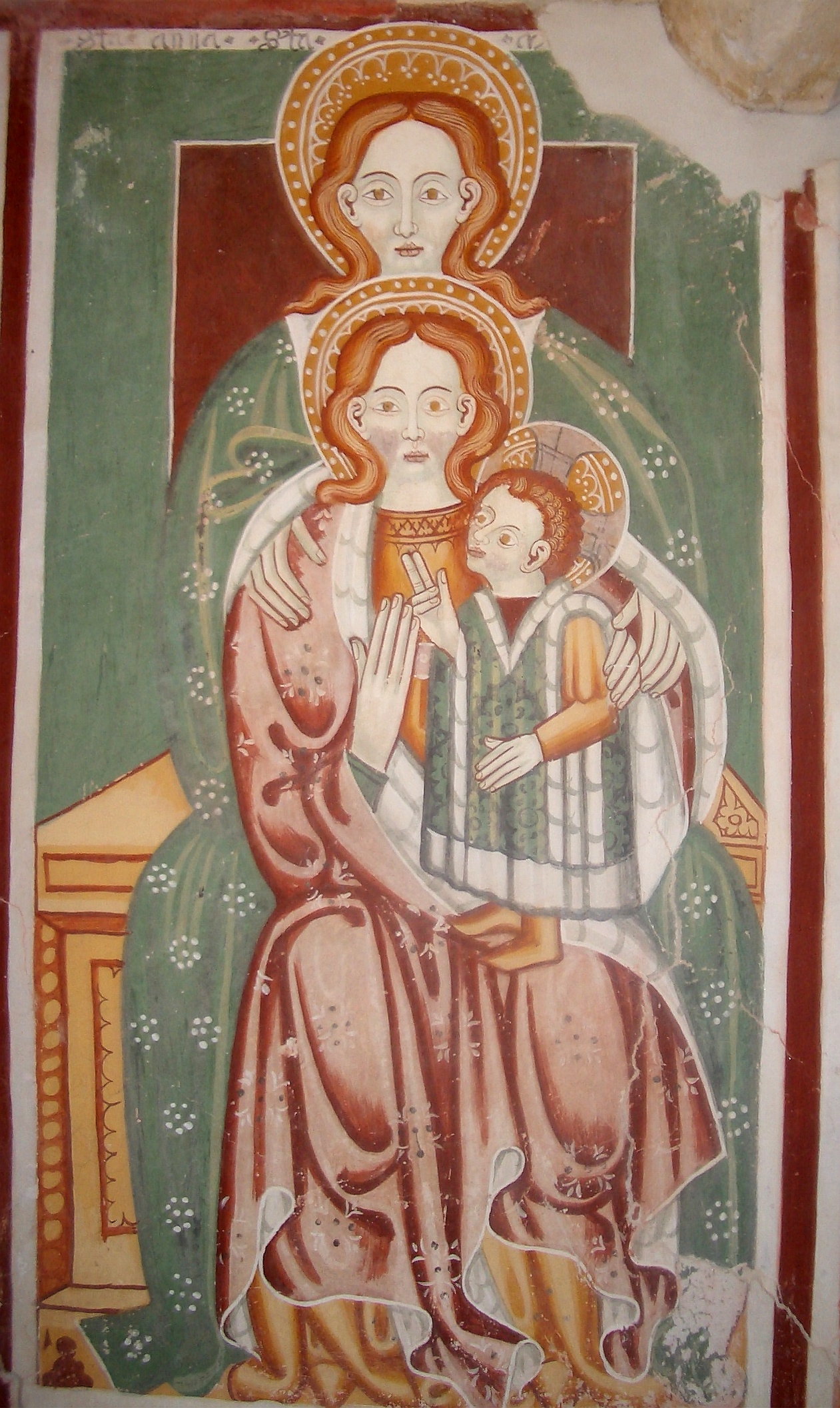
Artiste anonyme, Santa Anna Metterza, vers 1450, Boccioleto (Italie), oratoire de San Lorenzo all’Alpe Seccio.
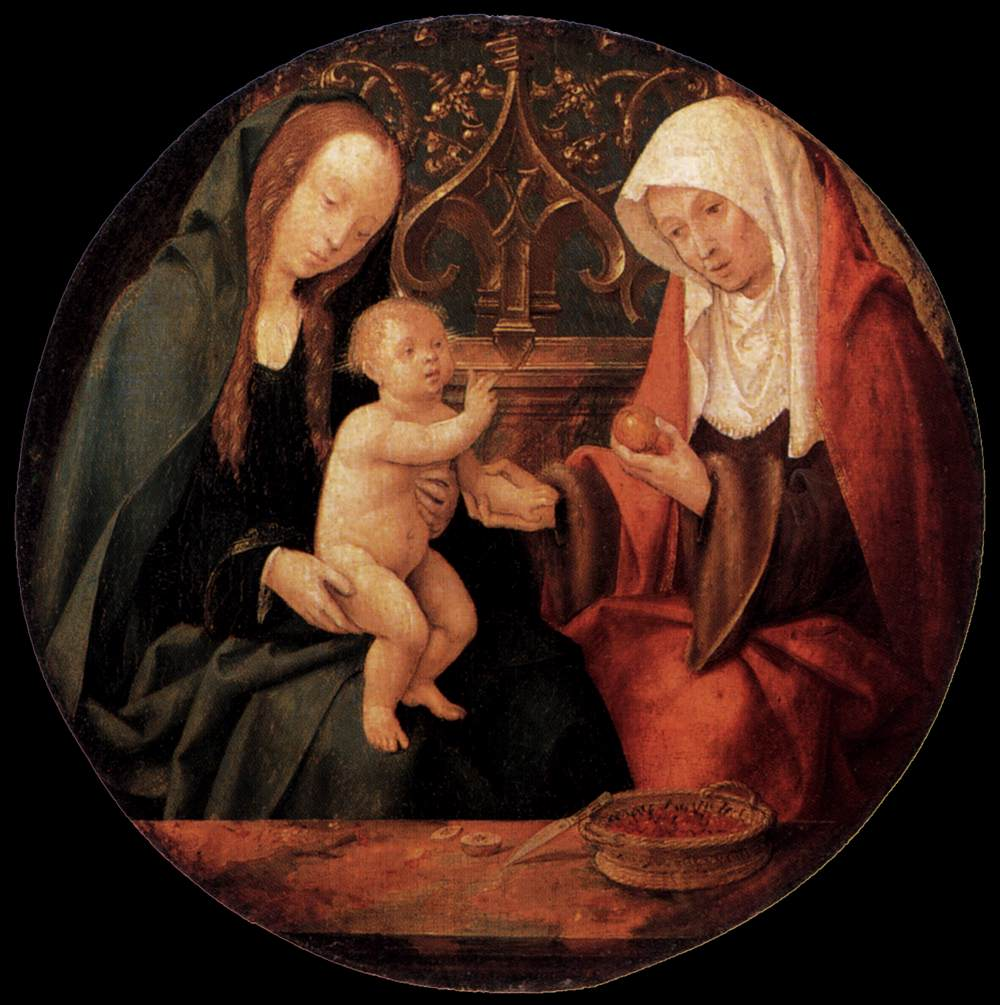
Cornelis Engebrechtsz, La Vierge et l'Enfant avec sainte Anne, vers 1500, Berlin, Gemäldegalerie.
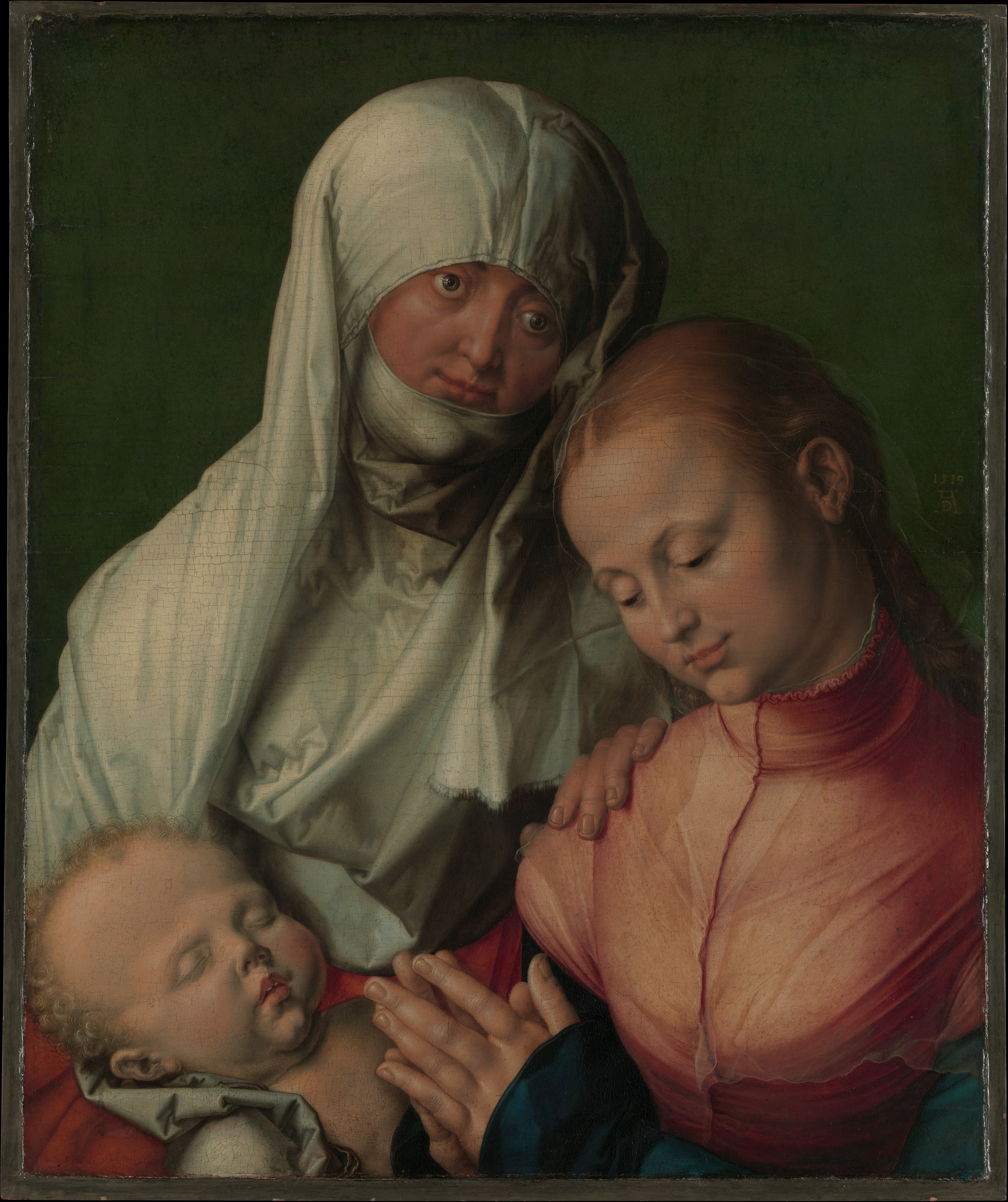
Albrecht Dürer, La Vierge, l'Enfant Jésus et Sainte Anne, 1519 (?), New York, Metropolitan Museum of Art, no inv. 14.40.633.

Souvent représentée en position surplombante dans les compositions verticales ou bien « en majesté », assise sur un trône, sainte Anne manifeste une certaine domination protectrice qu'un geste tendre envers sa fille peut adoucir. De son côté, cette dernière est le plus souvent tournée vers son enfant qu'elle peut soutenir ou présenter. Parfois, elle effectue un geste de prière, les mains jointes. Enfin, l'Enfant accomplit le plus souvent un geste de bénédiction ou d'offrande,. En outre, Jésus ou Anne placent souvent leur main — vide ou portant un objet — entre Jésus et Marie. Le geste est porteur d'une signification théologique symbolisant ce qui sépare le Fils de la Mère : le futur destin tragique de l'un et le devoir pour l'autre d'offrir son fils au monde.

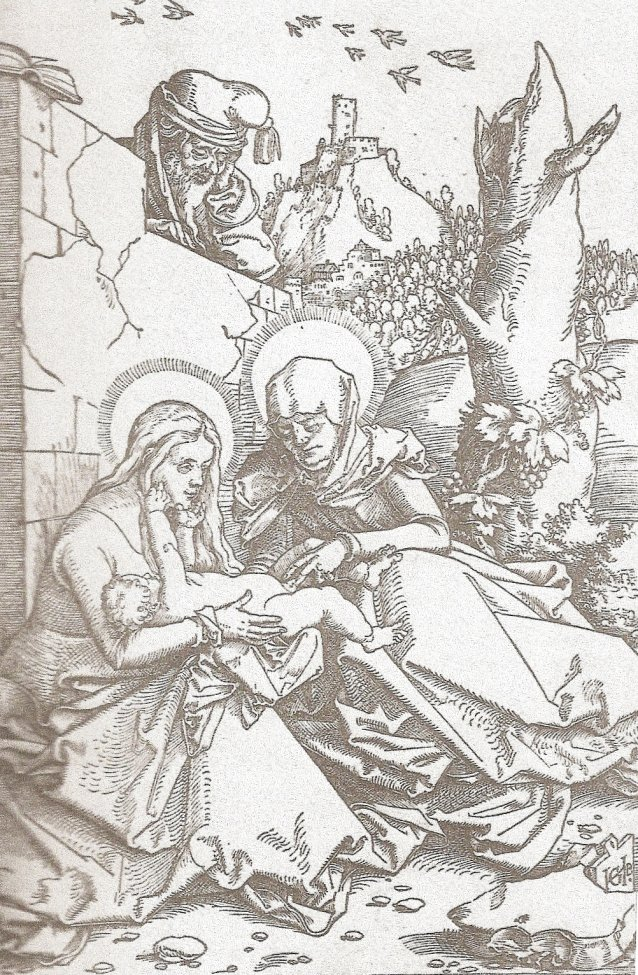
Hans Baldung, La Sainte Famille avec sainte Anne et saint Joseph, gravure sur bois, vers 1511.

De façon plus anecdotique, Hans Baldung représente Anne tenant le sexe du bébé entre les doigts, ce geste étant appuyé par le regard des deux femmes convergeant dans cette direction : selon une majorité de chercheurs, il s'agit alors d'attirer l'attention du spectateur sur l'humanité incontestable de Jésus « fait homme et fait Dieu ». Néanmoins, selon l'historien de l'art Jean Wirth, sainte Anne — qu'il assimile à une sorcière — fait ici un geste de conjuration effectué dans le cadre d'un rituel magique « dans le but de condamner Jésus à la chasteté forcée ».

#### Vêtements

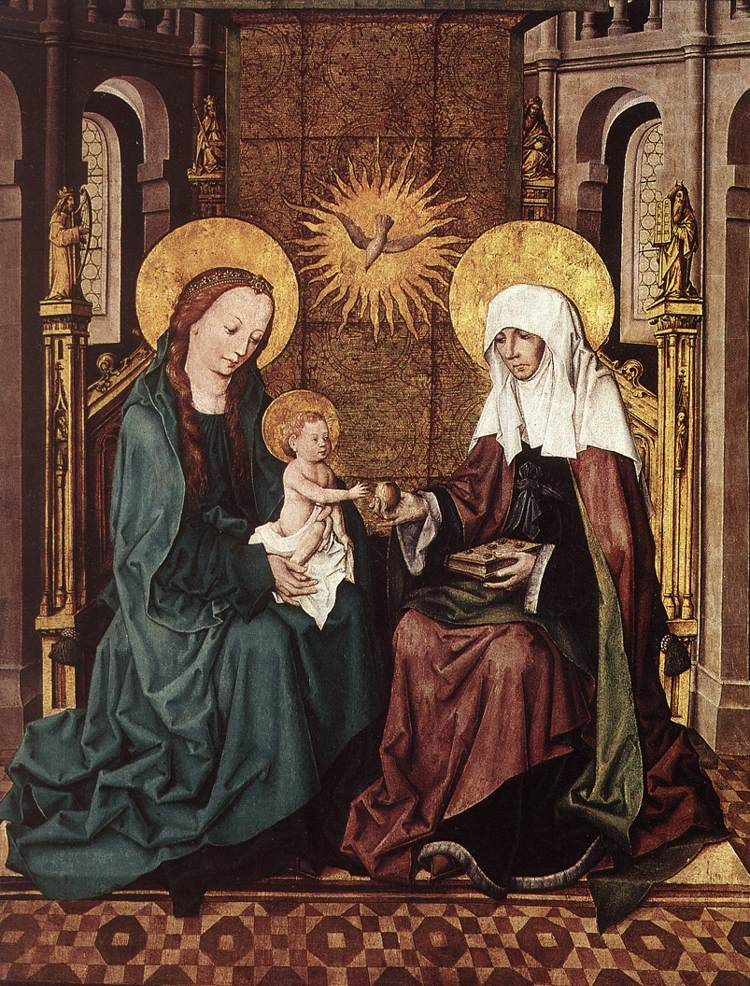
Maître du Livre de Raison, La Vierge avec sainte Anne et l'Enfant, vers 1490, Allemagne, Oldenbourg, musée d'État d'art et d'histoire culturelle.

Le plus fréquemment, sainte Anne porte des vêtements riches et stricts, marquant ainsi son âge et le fait qu'elle est mariée : il s'agit du costume des béguines consistant généralement en un manteau rouge (en cas de polychromie) aux larges plis, une guimpe formant mentonnière et un voile blanc qui cache les cheveux. Les vêtements et la coiffure de Marie sont ceux d'une petite fille : ses cheveux sont dénoués selon les conventions médiévales, en même temps qu'ils peuvent être ceints d'un serre-tête afin de signifier sa virginité et sa piété, et parfois elle porte le même ample manteau noir ou bleu à manches que sa mère, symbolisant son humilité. Le petit Jésus, enfin, est presque toujours nu pour signifier sa nature humaine. Il n'est que rarement porteur de vêtements : ils sont alors sacerdotaux, dans le but de « réaffirmer, contre le protestantisme, le sacramentalisme catholique ».

#### Couleurs

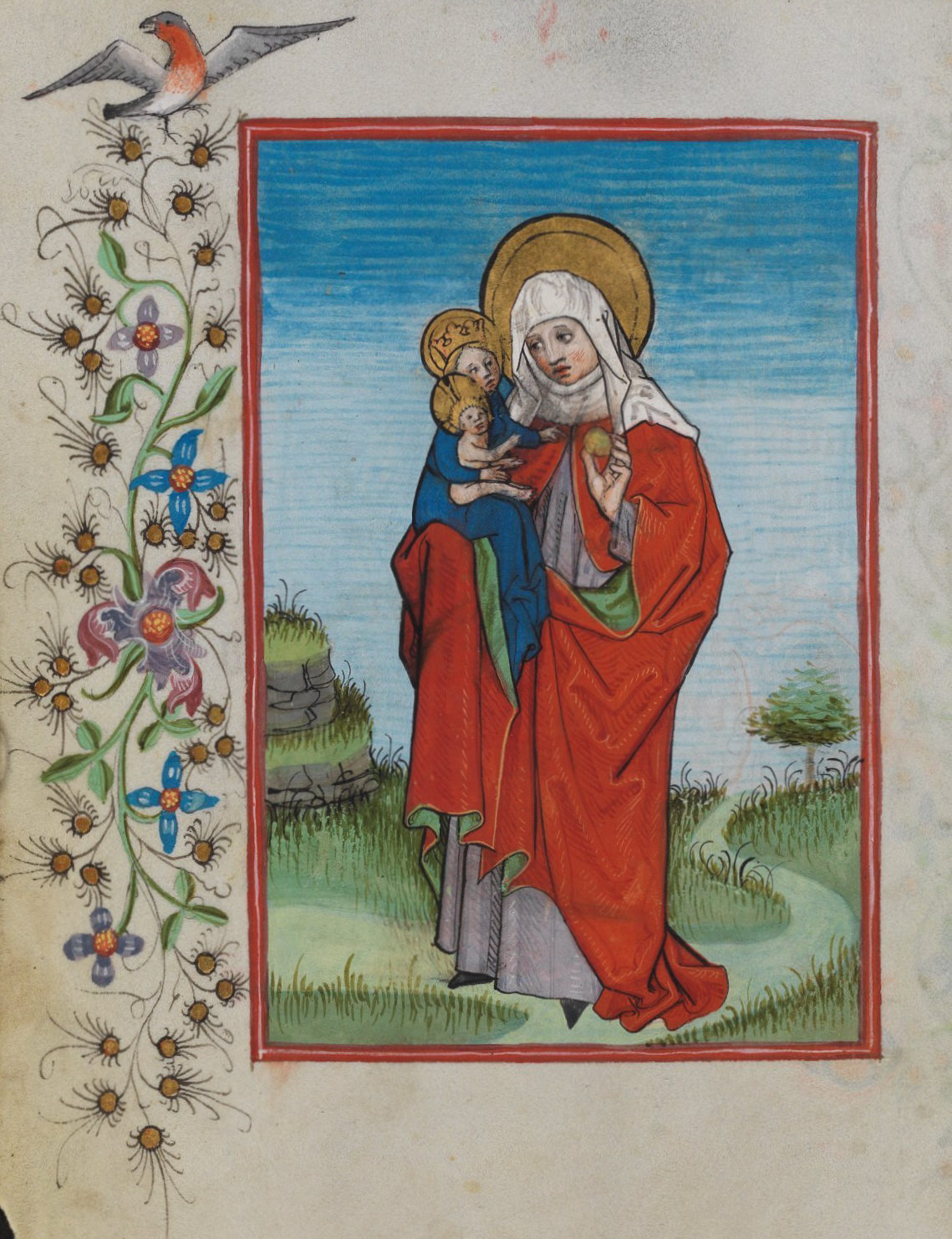
Artiste anonyme, Anna selbdritt, 1486, Stuttgart, livre de prières de Waldburg, Cod. brev. 12,.

La plupart du temps, la distribution des couleurs suit une codification stricte : rouge pour sainte Anne et bleue pour Marie, suivant en cela les modèles orientaux. Parfois, notamment en Europe du Nord, Marie est « enveloppée par l’ample manteau noir de sa mère, signe d’amour et de protection ». Par ailleurs, Anne porte la plupart du temps un voile sur la tête, dont le blanc est signe de pureté. Quant à l'arrière-plan, lorsqu'il s'agit de peinture, il est très fréquemment de couleur or, constituant ainsi un signe du sacré.

#### Objets

Exemples d'objets exhibés par les personnages du thème
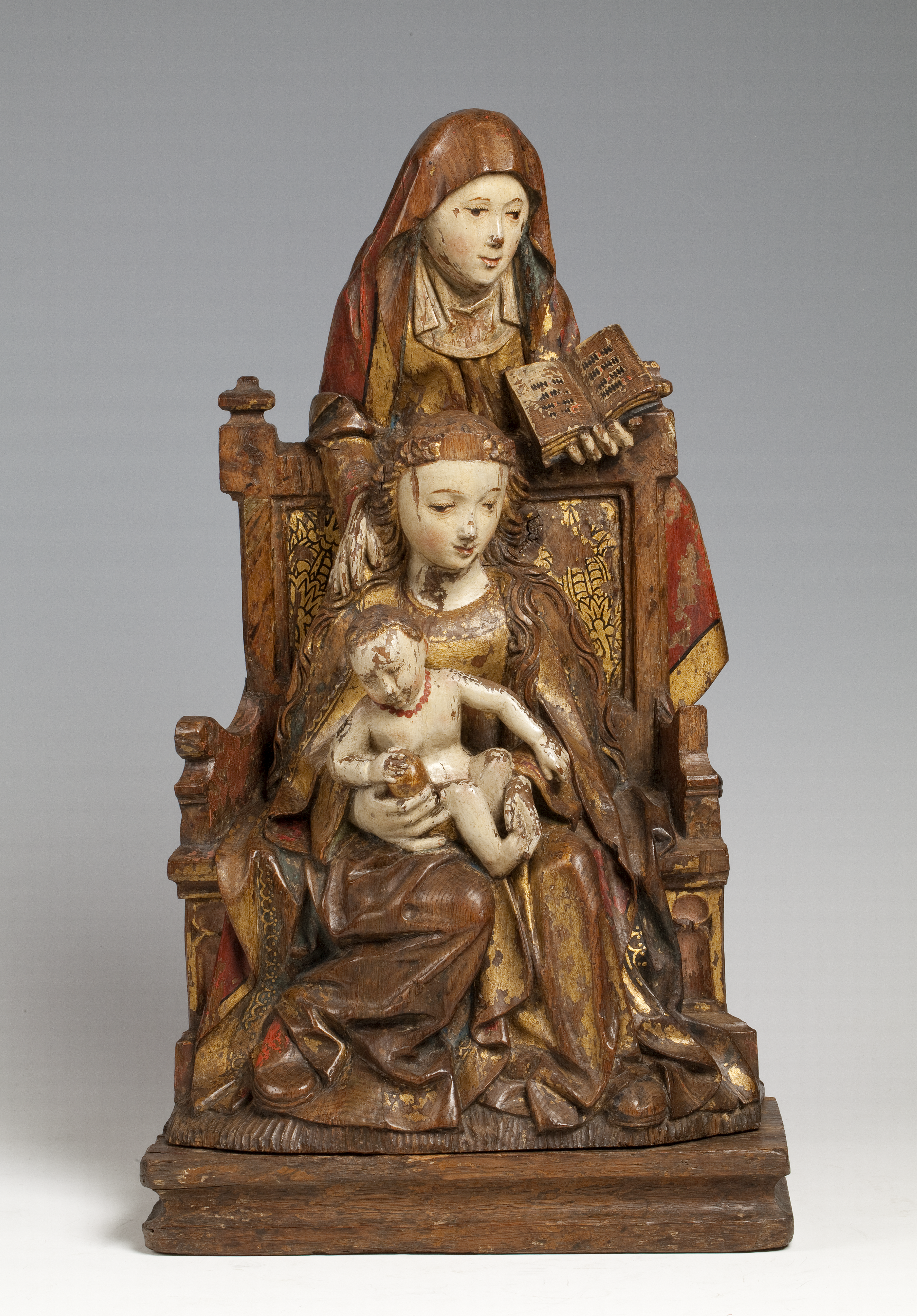
Artiste anonyme, Sainte Anne trinitaire, entre 1495 et 1504, Utrecht (Pays-Bas), musée du couvent Sainte-Catherine.
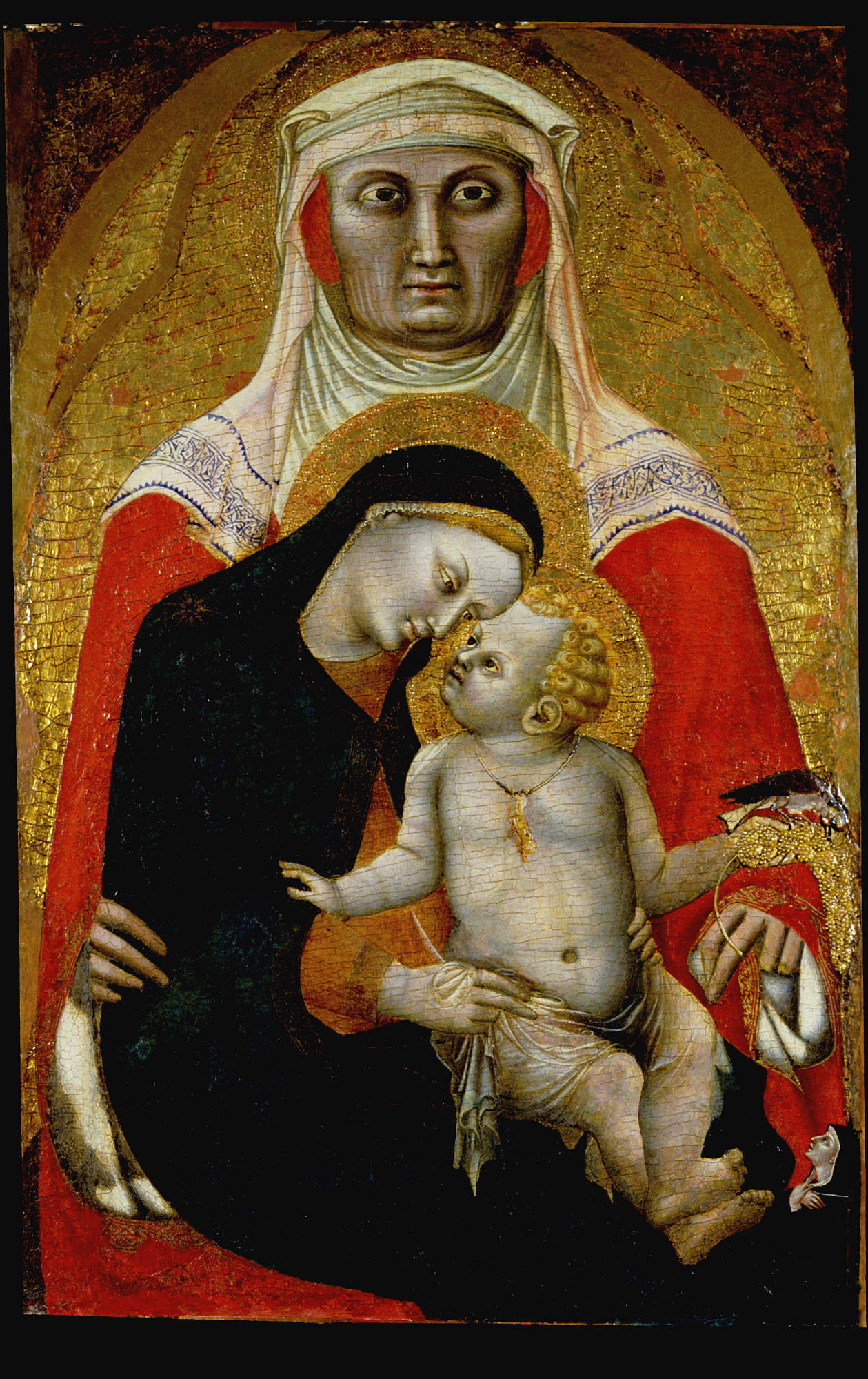
Francesco Traini, Vierge à l'Enfant avec sainte Anne, 1340-45, Princeton, musée d'Art de l'université.

Les trois personnages sont très souvent porteurs d'une auréole, symbole du caractère sacré de leur personne. Sainte Anne est souvent assise sur un trône. Elle peut tenir un livre des Saintes Écritures, symbole de sagesse et de savoir, évoquant ici son rôle d'éducatrice. Elle peut présenter un fruit à l'Enfant : une pomme ou une poire comme allusions au péché originel racheté par la Passion ; une grappe de raisin, évoquant la Cène et la Croix, symbolisant son sacrifice futur ; une grenade, symbole du péché mais aussi de fécondité, d'éternité et de résurrection. S'il ne fait pas un signe de bénédiction, le petit Jésus peut tenir un globe, mais aussi un petit animal comme un papillon.

### Composition
La plupart des historiens de l'art proposent à la suite de Louis Réau de distinguer entre composition verticale et composition horizontale. Néanmoins cette typologie est parfois discutée : certains chercheurs, qui relèvent que certaines œuvres ne tiennent ni de l'une ni de l'autre (avec un décalage entre Marie et Anne par exemple), préfèrent distinguer entre les œuvres où « domine le principe d’inclusion (la silhouette d’Anne servant pour ainsi dire à englober les deux autres, telles des poupées russes) » et celles tenant de « celui de juxtaposition ». Enfin, dépassant ce clivage, Jean-Pierre Maïdani Gérard distingue quatre catégories de représentations : Anne et Marie sont assises côte à côte ; Anne est seule assise, Marie sur ses genoux ; Anne et Marie se tiennent debout côte à côte ; Anne est debout et porte Marie dans ses bras.

#### La composition verticale et son symbolisme

Évolution de la composition du thème
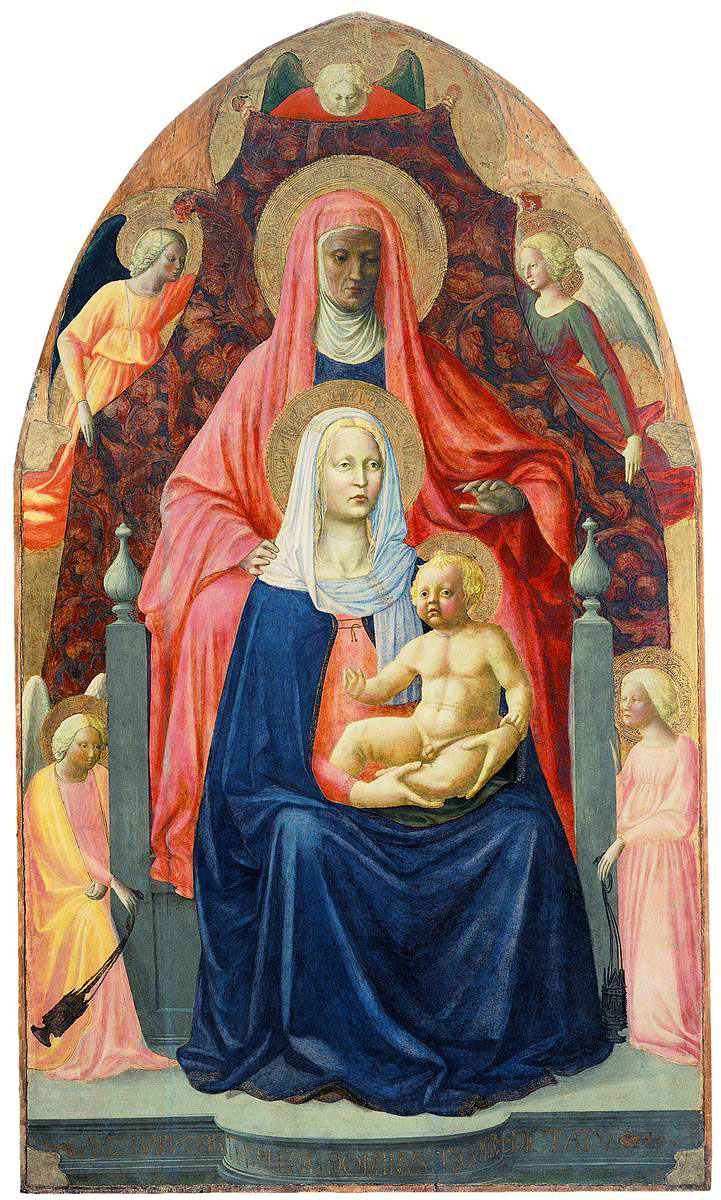
Traditionnellement, les représentations du thème sont de composition verticale (Masaccio et Masolino da Panicale, Sant'Anna Metterza, 1424-1425, Florence, galerie des Offices, no inv. 8386).
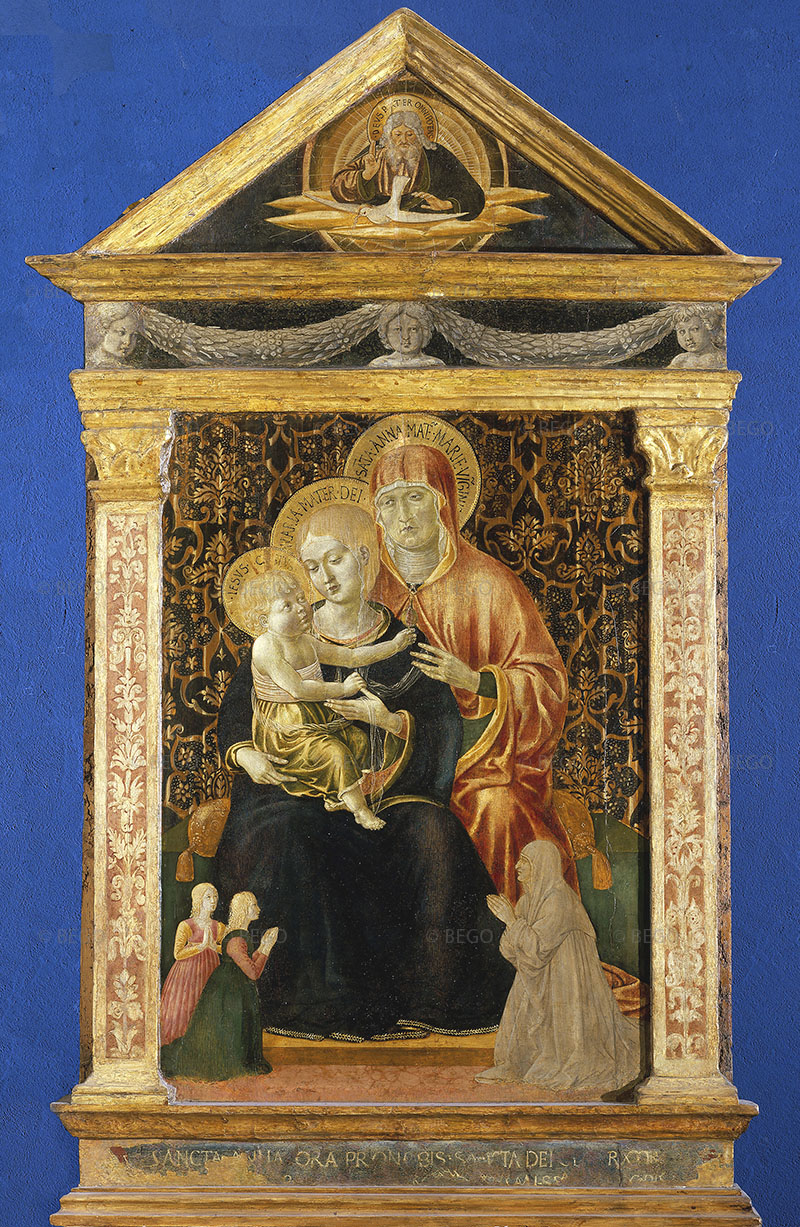
Avec le temps, la structure verticale a évolué selon une diagonale (Benozzo Gozzoli, La Vierge et l'Enfant avec sainte Anne et donateurs, v. 1470, Pise, musée national San Matteo).
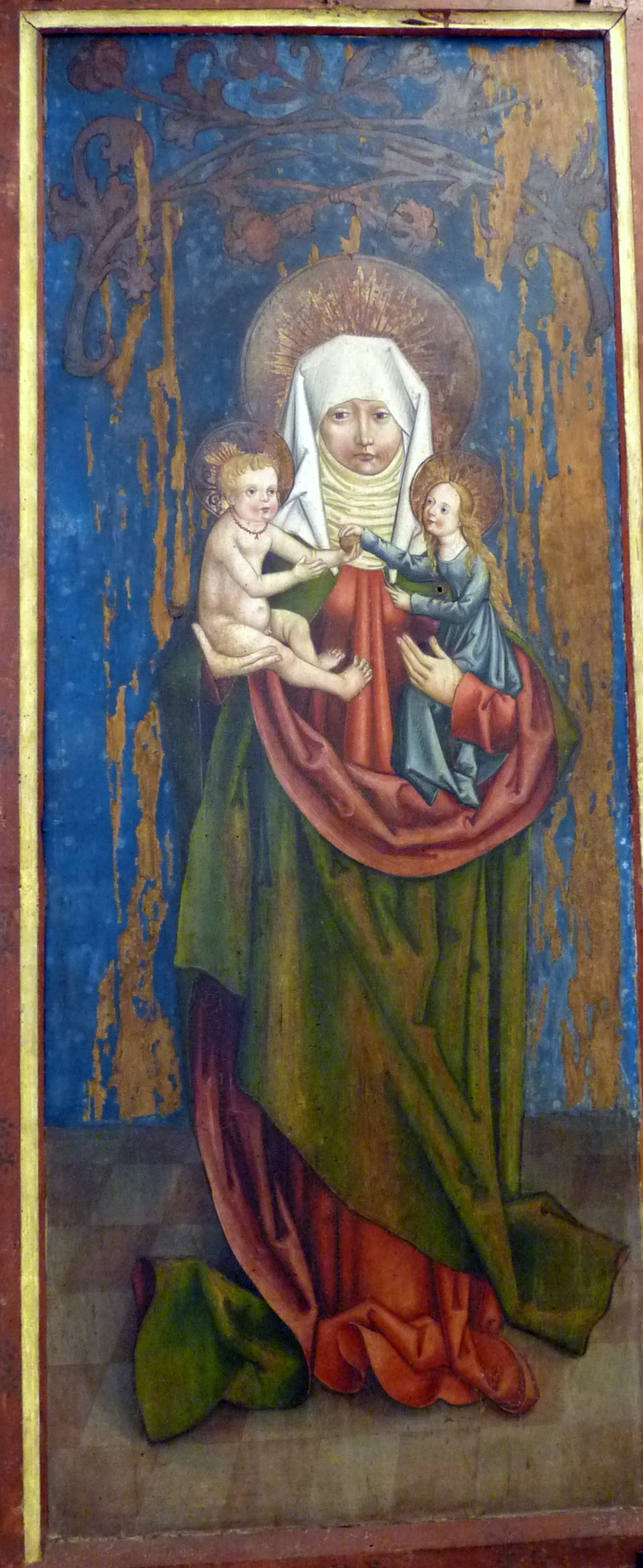
Finalement, s'installe une structure où Marie et Jésus sont symétriquement tenus dans les bras d'Anne (artiste anonyme, Heilige Anna Selbdritt, vers 1500, Munich, Bayerisches Nationalmuseum, Fränkische Galerie).

Les artistes se sont trouvés confrontés pour les trois personnages à des problèmes de différences de taille, d'âge et de nature, et à leur traduction dans l'espace. Les trois membres n'ayant pas besoin, par essence, d'être présentés consubstantiellement, comme la Sainte Trinité, les artistes ont une certaine liberté mais la tradition iconographique de la sainte Anne trinitaire se codifie rapidement au sein de chaque espace géographique, et les groupes n'y présentent que peu de variantes.
Les premières représentations de sainte Anne trinitaire suivent la forme picturale byzantine consistant en un schéma vertical très strict, où les personnages sont situés les uns au-dessus des autres : Anne se tient debout en position supérieure, dominant Marie, souvent assise sur un trône ; cette dernière, enfin, tient l'Enfant Jésus dans ses bras. Cette composition volontiers qualifiée de « gigogne » correspond à la représentation la plus ancienne du thème mais est également la plus courante en Italie jusqu'au début du XVIe siècle. Historiquement, le tableau peint par Masaccio et Masolino da Panicale vers 1425 confère au thème une telle monumentalité qu'il constitue une œuvre de référence pour ses suiveurs et fait l'objet d'un grand nombre de reprises.
Une première évolution substitue à cette composition verticale une diagonale qui, partant de la droite, juxtapose les visages des trois personnages aux proportions identiques. C'est ce que propose ainsi vers 1470 Benozzo Gozzoli dans un tableau destiné à un couvent de religieuses de Pise. Une telle disposition demeure peu répandue au nord des Alpes : la représentation courante dans l'art gothique allemand tardif — correspondant à une seconde évolution — montre Anne debout ou assise, qui tient symétriquement sur son bras gauche Marie (souvent une enfant ou une adulte miniature) et sur son bras droit — soit, à la place d'honneur —, l'Enfant Jésus,. Il arrive tout de même, mais beaucoup plus rarement, que les deux figures soient inversées gauche-droite. En Italie, les deux variantes cohabitent à partir du XVIe siècle.
Le thème iconographique de la sainte Anne trinitaire ne reproduit pas une figuration réaliste et propose une vision symbolique de l'épisode du Protévangile de Jacques : il s'agit tout à la fois de « défendre, par une logique visuelle implacable, l'Incarnation de Dieu, l'Immaculée Conception de la Vierge et la sainteté d'Anne », d'exposer le rôle dominant d'Anne, d'exprimer l'importance de la lignée féminine dans la généalogie de Jésus et de proposer, enfin, « une démonstration théologique visuelle d'une conception miraculeuse sur deux générations ». Le tableau de Masaccio et Masolino da Panicale, par exemple, souligne la dimension théologique du Verbe incarné dans la chair de Marie en donnant à l'Enfant une très forte présence physique ; de même, les peintres soulignent la généalogie matrilinéaire de Jésus en l'installant devant le ventre de Marie, tandis que celle-ci est assise entre les jambes de sa propre mère.

#### Passage à une composition horizontale et installation d'une narration

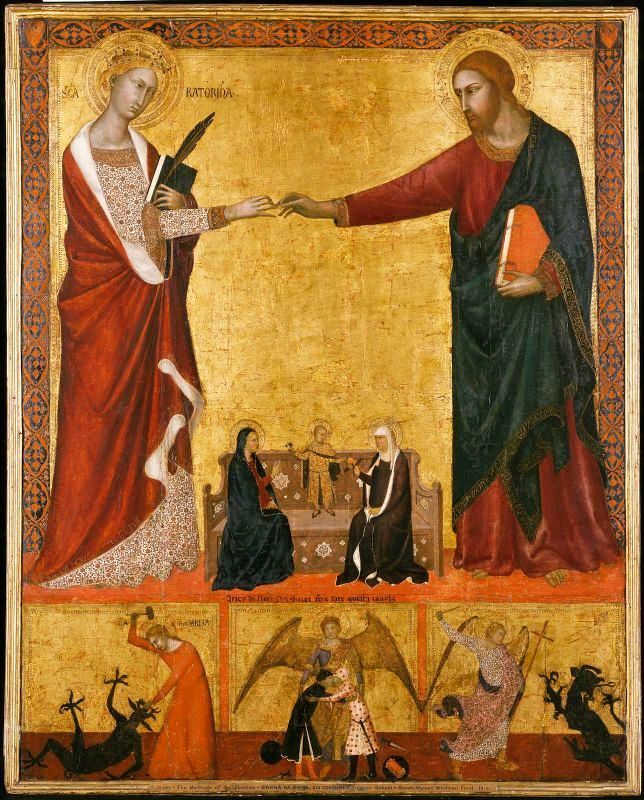
Barna da Siena, Le mariage mystique de sainte Catherine, vers 1340, Boston, musée des Beaux-Arts, no inv. 15.1145.

Le groupement vertical suscite un débat théologique concernant la place de sainte Anne en position surélevée, la non canonicité de ce personnage étant à l'origine de la « querelle de sainte Anne » qui dure du XIVe au XVIIe siècle. Cette querelle explique que se développe au XVe siècle le choix de représenter les deux femmes non pas l'une au-dessus de l'autre mais l'une à côté de l'autre selon un groupement horizontal. Alors que pour le thème de la Trinité divine, l'Église impose le groupement vertical du « Trône de la sagesse » (en italien : Sedes sapientiae), l'horizontalisme de la « Trinité humaine » permet ainsi « de rétablir les proportions et la séparation très nette des trois figures juxtaposées et ne présente pas le même inconvénient que dans la Trinité divine dont les trois Personnes sont consubstantielles ». Cette « innovation décisive » a lieu en 1340 : Barna da Siena met en scène sainte Anne et Marie, assises côte à côte sur un banc, partageant une égale importance et encadrant Jésus qui se tient debout dans son Mariage mystique de sainte Catherine, où « tout est vraisemblable, les âges, les proportions, les attitudes ». 
Si elle naît en Italie, cette composition se développe plutôt dans l'aire culturelle de l'Europe du Nord des XVe et XVIe siècles et la composition présentant les deux femmes debout côte à côte a la faveur des Pays-Bas et de la Flandre. Parmi ses avantages, le glissement de l'un ou l'autre des personnages de la composition permet de créer un contact, notamment entre la grand-mère et le petit enfant : on trouve parfois même Jésus dans les bras d'Anne. Pourtant, cela ne s'est pas fait par un abandon net de la composition verticale : « L’équilibre fut atteint lorsque, sur le modèle de la Trinité céleste, les deux mères furent assises côte à côte, de part et d’autre de Jésus. Il est difficile d’établir une évolution chronologique car toutes ces variantes ont coexisté pendant la première moitié du XVIe siècle, mais la formule horizontale est celle qui connut la plus grande faveur. »
Un tel affranchissement de la verticalité permet de faciliter la délivrance d'une narration à visée symbolique : il s'agit alors d'une scène d’histoire qui ne se lit plus simplement comme l'annonce de la Passion à venir mais comme la nécessaire acceptation du drame par Marie, avec le concours de sa mère, voire de son Fils,.
La disposition horizontale, telle qu'elle se déploie notamment en Europe du Nord, se prête tout à fait à des variantes dont l'historienne de l'art Annie Cloulas-Brousseau relève en ces termes les différentes typologies : « Marie mise de côté », « Marie reprend son Fils » et « L’Enfant partagé », qui témoignent des déplacements de Marie et l'Enfant dans des types de compositions qui se succèdent ou coexistent. Une dynamique nouvelle est introduite au milieu du XIVe siècle sous l’influence des Meditationes de Vita Christi du pseudo-Bonaventure : ainsi Le Premier pas de l'Enfant Jésus — dans laquelle Jésus s'exerce à marcher — témoigne de compositions dans lesquelles il devient actif et non figé dans les bras de sa mère. De même, dans le premier quart du XVIe siècle, il arrive que Marie « quitte le giron d’Anne, glisse de son bras ou de son genou pour se tenir, modeste et frêle, debout à ses côtés » : la composition révèle alors parfois une certaine indifférence du couple formé par Jésus et sa grand-mère envers Marie.

### Ajouts et variantes

#### Une composition enrichie: la Sainte Parenté

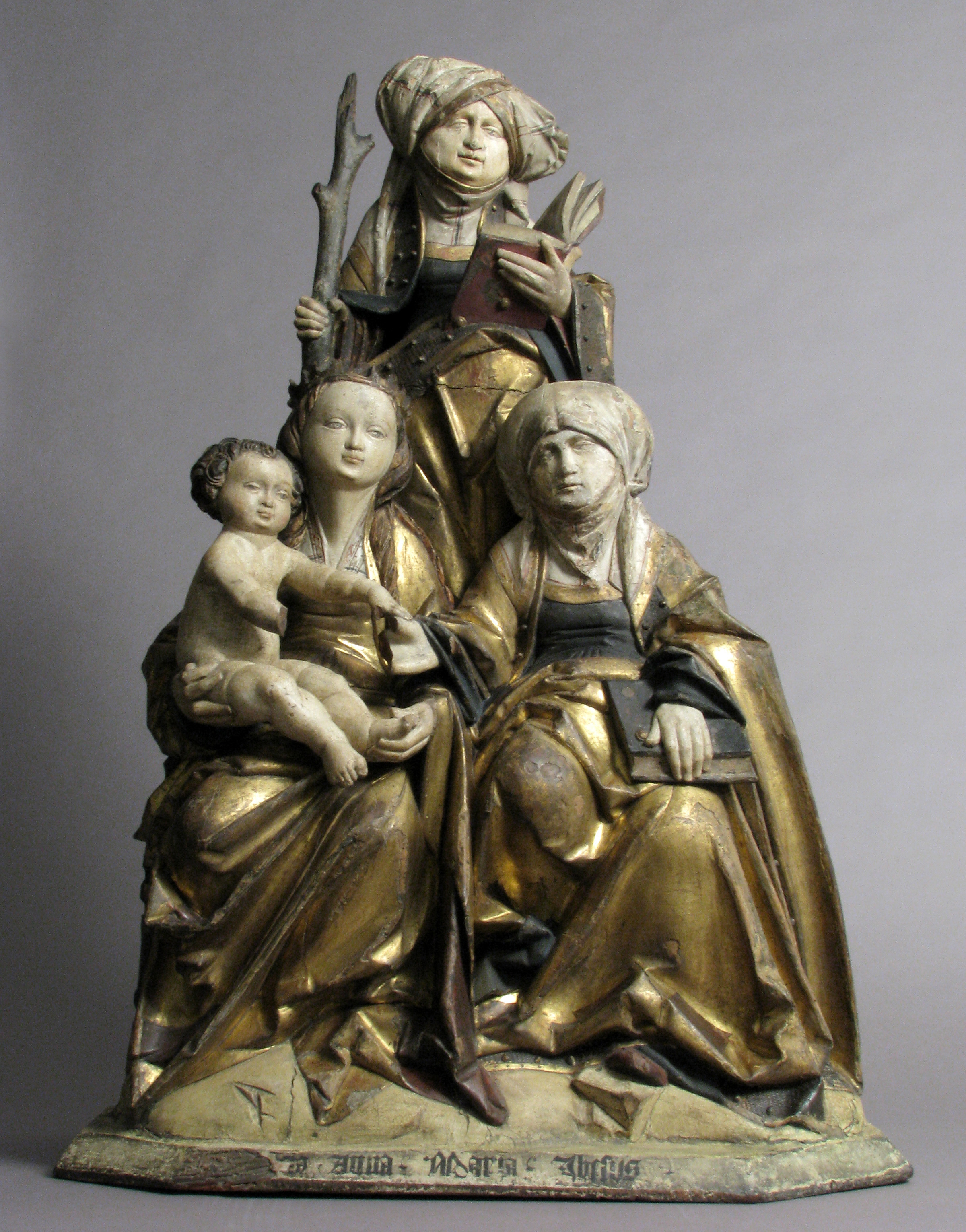
Artiste inconnu, Sainte Anne quaternaire, sculpture en bois fabriquée peut-être à Hildesheim en Basse-Saxe, 1515-1530, New York, Metropolitan Museum of Art, no ref. 16.32.208.

Dès lors que la composition perd de son caractère rigide par le passage de la verticalité à l'horizontalité, elle peut s'ouvrir à la présence de personnages autres que la grand-mère, la mère et le fils : de façon anecdotique, la « sainte Lignée » peut ainsi s'ouvrir à la figure de la mère de sainte Anne, sainte Émérencie, formant alors une « sainte Anne quaternaire » (en allemand, Anna selbviert). Même si cette extension du thème demeure une curiosité iconographique, d'autres figures affiliées à sainte Anne ne tardent pas à s'adjoindre au groupe, en particulier ses maris — Joachim, Cléophas et Salomas — et les trois filles qu'elle a eues avec eux — Marie, mère de Jésus, mais aussi Marie Jacobé fille de Cléophas et Marie Salomé. 

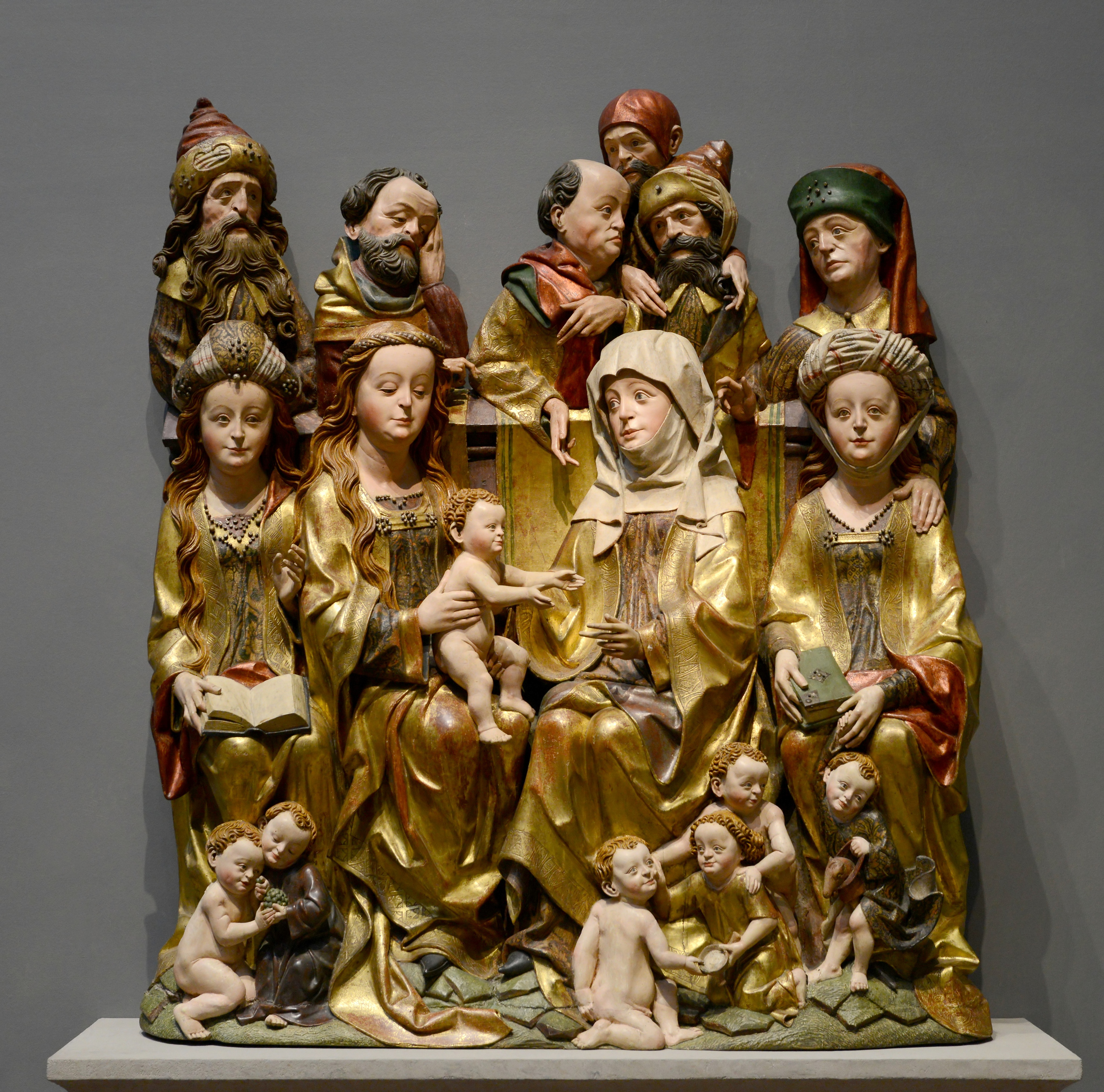
Artiste inconnu souabe ou franconien, La Sainte Parenté, vers 1480-1490, Washington, National Gallery of Art, no inv. 2002.13.1.

Il s'agit de la « Sainte Parenté », dont certaines représentations comptent jusqu’à vingt-neuf personnages. Elle est connue également sous le nom de « lignée de Madame sainte Anne » ou « Descendance apostolique de sainte Anne » ; cette famille d’images est souvent appelée « La sainte Anne des peintres et des sculpteurs ». Ce thème dérivant de la sainte Anne trinitaire connaît un grand succès dans toute l'Europe du Nord ; ses plus anciennes représentations y apparaissent dans le dernier quart du XVe siècle.
Cependant, le concile de Trente rejette en 1563 le triple mariage d’Anne, mettant ainsi un coup d'arrêt à la représentation de la « Sainte Parenté ». Dès lors, dans l'espace germanique, conformément aux directives du concile selon lequel le titre de Trinité terrestre doit être réservé à la Sainte Famille, se développe la représentation de cette dernière. Finalement, avec celui de la sainte Anne trinitaire, ce sont pas moins de cinq thèmes iconographiques qui cohabitent ou se succèdent en Europe à partir du XIVe siècle : la maternité de sainte Anne, la sainte Anne trinitaire (dite également « sainte filiation »), la Présentation de la Vierge par sainte Anne, l'éducation de la Vierge et la Sainte Parenté.

#### Une narration régénérée par Léonard de Vinci

Trois propositions de Léonard de Vinci pour représenter le thème
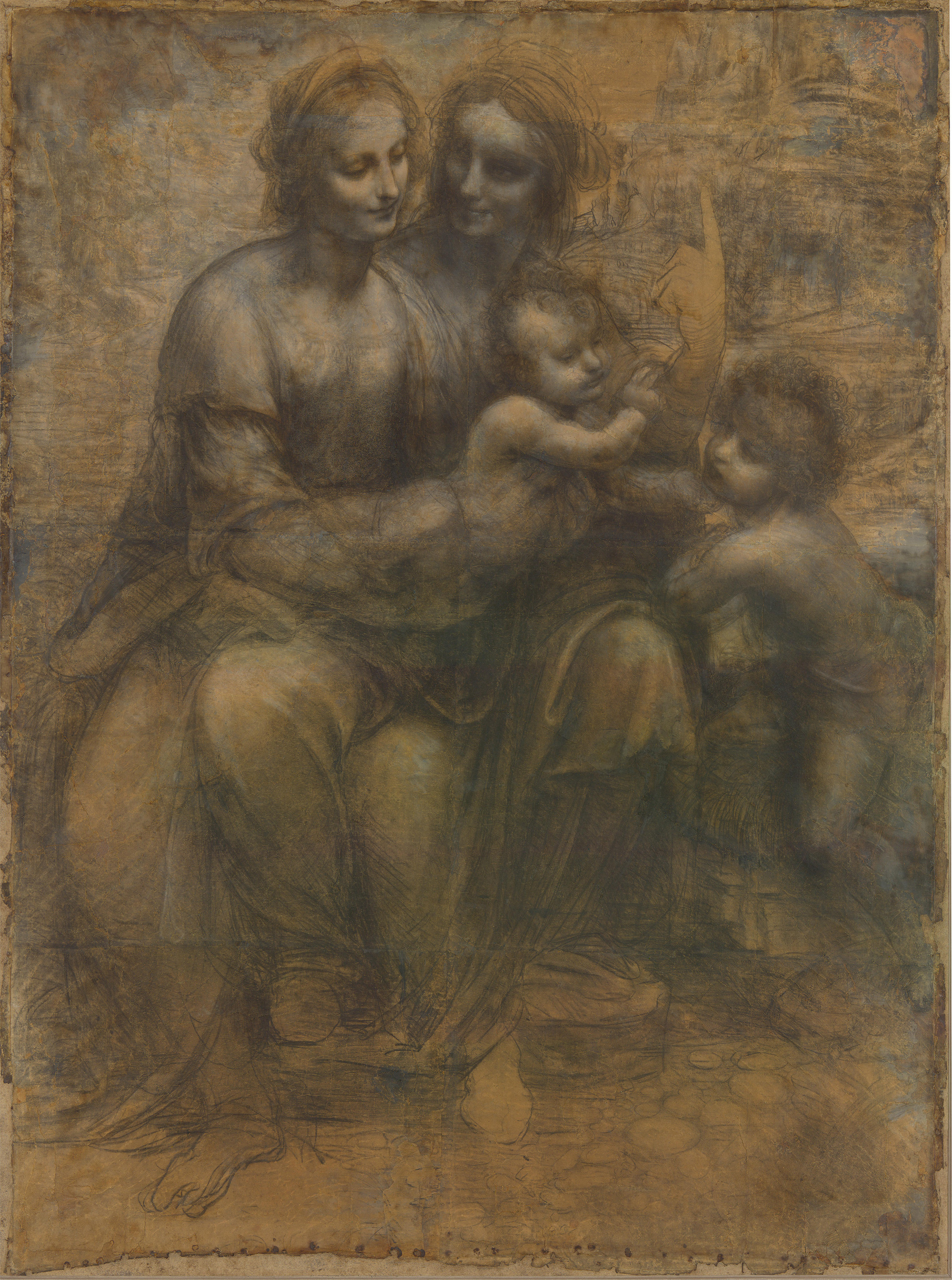
Léonard de Vinci, Sainte Anne, la Vierge, l’Enfant Jésus et saint Jean-Baptiste enfant dit « carton de Burlington House », entre 1499 et début 1501 ou entre 1506 et 1513, Londres, National Gallery, no inv. NG6337.
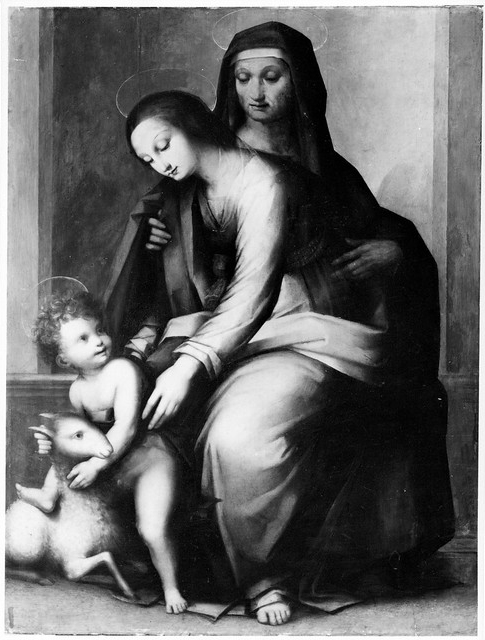
Andrea Piccinelli, Sainte Anne, peinture issue du « carton de Fra Pietro » de Léonard de Vinci daté entre 1500 et avril 1501, 1515-1517, perdu, Berlin, Kaiser-Friedrich Museum.
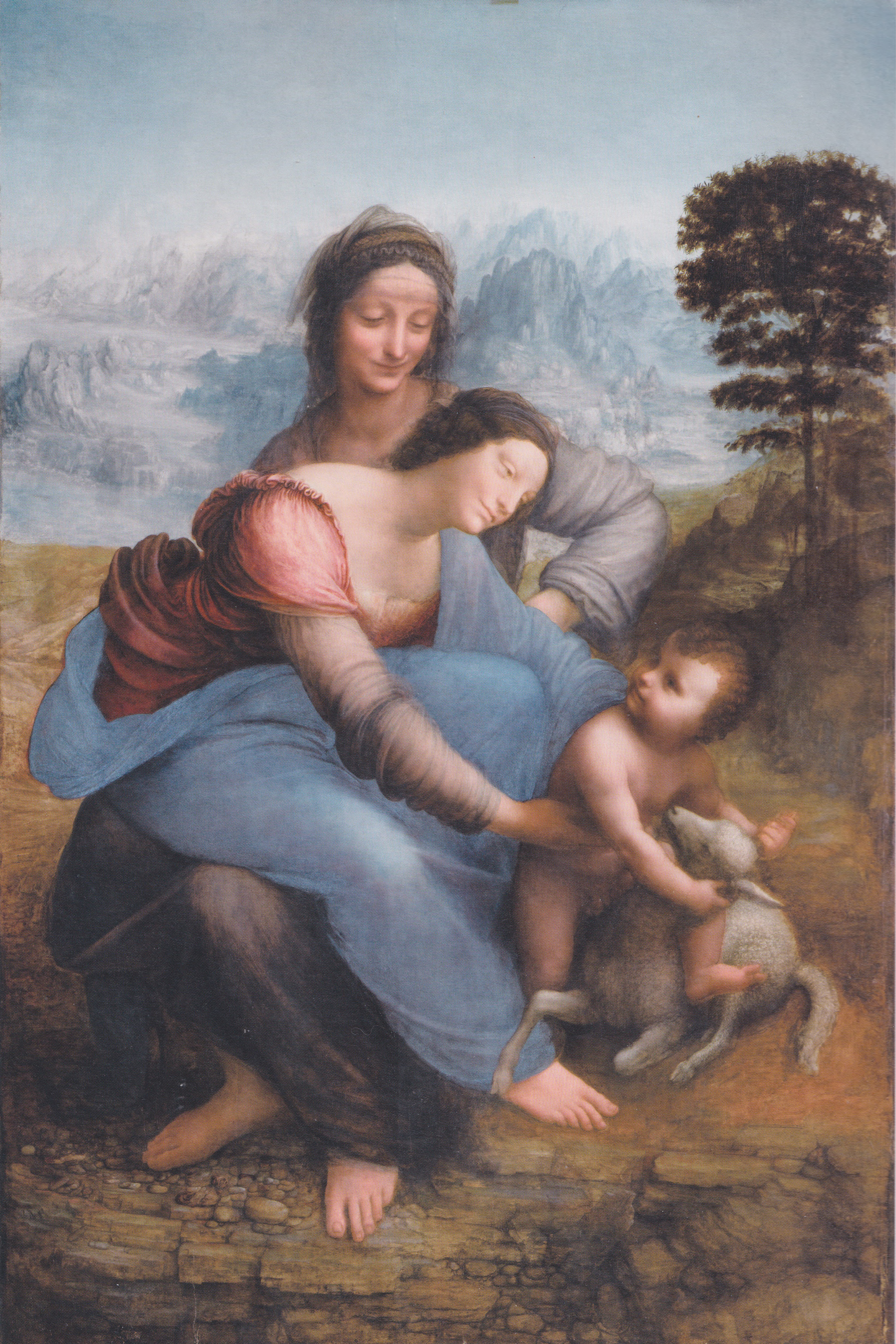
Léonard de Vinci, Sainte Anne, la Vierge et l'Enfant Jésus jouant avec un agneau, 1503-1519, musée du Louvre, no inv. 776.

L'apport de Léonard de Vinci est important d'un point de vue artistique et régénère la thématique par une nouvelle proposition symbolique. S'il n'invente pas la représentation à trois personnages du thème de la sainte Anne trinitaire (sainte Anne, la Vierge et Jésus), le peintre est le premier à adjoindre au groupe un quatrième protagoniste qui n'est pas simple spectateur comme un donateur, mais qui fait partie intégrante de la scène : il s'agit de saint Jean-Baptiste dans le carton de Burlington House (entre 1499 et début 1501 ou entre 1506 et 1513) puis de l'agneau dans le carton de Fra Pietro (1500-1501). L'intérêt de cette quatrième figure tient d'abord à ce qu'elle « suscite l'action de Jésus, laquelle affecte de plus en plus la disposition de l'ensemble du groupe », créant ainsi de nouveaux équilibres dans la composition. Dès lors, le peintre, dans son œuvre finale visible au Louvre, leur fait adopter des gestes naturels et souples. Le résultat en est un ensemble radicalement différent des compositions hiératiques antérieures, qui figeaient les personnages dans une stricte frontalité.

De plus, l'ajout de ce quatrième personnage dramatise et amplifie la symbolique par ailleurs déjà connue selon laquelle Marie, aidée en cela par sa mère, doit accepter le futur sacrifice de son fils. Ainsi, dans le carton de Burlington House, le dernier des prophètes qu'est saint Jean-Baptiste enfant reconnaît la divinité du Messie incarné. Et dans le carton de Fra Pietro comme dans le tableau du Louvre, la figure de l'agneau permet au peintre d'insister sur le sacrifice divin. Le peintre trouve ainsi « cette dernière « invention » » à tel point « particulièrement brillante » qu'il la conserve par la suite dans son tableau final. En revanche, toujours dans le carton de Fra Pietro, il propose de vieillir sainte Anne dans le but de l'humaniser, mais ce faisant, il diminue la portée théologique de l'œuvre, si bien qu'il finit par en abandonner l'idée. Quoi qu'il en soit, se construit une narration que Fra Pietro Novellara, un contemporain du peintre, traduit ainsi : 

« Dans [ce carton] est représenté l'Enfant Jésus âgé d'environ un an qui s'est presque échappé des bras de sa mère. Il se tourne vers un agneau et semble l'enlacer de ses bras. La mère, qui se lève presque des genoux de sainte Anne, tient fermement l'Enfant pour le séparer de l'agneau (animal sacrificiel) qui signifie la Passion. Sainte Anne, qui se lève un petit peu, semble vouloir retenir sa fille, afin qu'elle ne sépare pas l'enfant de l'agneau. Ce qui veut peut-être figurer l'Église qui ne souhaite pas que soit empêchée la Passion du Christ. »

Finalement, le peintre propose une innovation qualifiée par Daniel Arasse d'« absolument exceptionnelle » : faire descendre Jésus au sol pour lui permettre de quitter les jambes de sa mère. C'est en effet symboliser tout à la fois et en une seule image, une naissance, une filiation et un départ.
Par ailleurs, le peintre s'affranchit de certaines conventions passées : « Il humanise et paganise le thème traditionnel. » Ainsi, les strictes conventions traditionnelles concernant les vêtements (guimpe stricte de matrone pour Anne et cheveux défaits pour Marie) sont délaissées dans le tableau final conservé au Louvre. Une conséquence frappante et nouvelle peut alors s'établir : dépourvue de ces habits signifiants et représentée par des traits moins marqués, Anne semble désormais — que ce soit dans le carton de Burlington House ou dans le tableau final — avoir le même âge que sa fille. De même, jusqu'alors négligé, le paysage devient signifiant : loin des fonds dorés ou des structures architecturales strictes, les personnages évoluent dans un vaste et vaporeux paysage baignant dans la douceur enveloppante du sfumato et composé d'éléments porteurs de sens comme les éléments minéraux et l'arbre feuillu.
Enfin, les différentes propositions du peintre constituent autant de tentatives d'affranchissement des compositions traditionnellement associées au thème : si, dans le carton de Burlington House (le premier carton), le peintre propose une composition horizontale et dans le carton de Fra Pietro (le second) une verticale, il réussit dans le tableau final à créer une composition hybride, à dominante pyramidale, dans laquelle sainte Anne est mise en valeur au moyen d'un jeu d'« enlace[ment], [d']enchevêtre[ment] des corps, multipliant les effets de contrapposto ».

#### La transgression de Caravage

Caravage, La Madone des palefreniers, 1605-1606, Rome, galerie Borghèse, no inv. 110.

En mars 1606, Caravage livre une toile sur le thème de la sainte Anne trinitaire destinée à une chapelle de la basilique Saint-Pierre de Rome tenue par une confrérie fondée au milieu du XIVe siècle, la confrérie des Palefreniers. Il s'agit alors de remplacer un tableau attribué à Giovan Francesco Penni dans lequel Anne, debout, présente Marie et Jésus à saint Pierre et saint Paul : cette commande est la plus prestigieuse jamais reçue par le peintre.
Pour autant, il semble que la toile est alors jugée à tel point scandaleuse qu'elle est décrochée moins d'un mois après son installation. Plusieurs éléments iconographiques discutables car indécents tendent à justifier ce retrait : le décolleté pigeonnant de la Vierge Marie (qui de surcroît emprunte ses traits à une courtisane) ; la présence centrale et évidente du sexe de l'Enfant, d'autant qu'il n'est plus ici un nourrisson ; l'aspect assez misérable de sainte Anne, présentée comme vieille plutôt que comme vénérable. C'est une interprétation très crue, très plébéienne, souligne l'historien de l'art Roberto Longhi qui juge même que ce rejet est « inéluctable », surtout avec sainte Anne, « cette vieille mégère vraiment pas présentable ».
Mais davantage que des questions de décence, c'est l'enjeu théologique qui semble le plus crucial. D'ailleurs, le poids du cardinal Tolomeo Gallio, gardien du dogme, semble avoir été déterminant dans le rejet de la toile. Car le fait que la sainte Anne ainsi représentée est non seulement vieille, mais aussi grimaçante et distante pose problème : « En détachant le groupe constitué par la Vierge à l’Enfant d’une sainte Anne fâcheusement humaine et tout à fait passive, très antipathique bien que son nom signifie la grâce, le Caravage affirmait la séparation radicale entre l’œuvre de rédemption opérée par Marie et son fils, et l’intervention de la grâce. Ce qui revenait à dire implicitement que la victoire sur le péché était l’œuvre de l’homme, et étrangère à toute intervention divine. »
Le tableau contient pourtant des éléments irréprochables sur le plan théologique pour l'époque: la description de l'Enfant qui aide la Vierge à écraser le serpent est rigoureusement conforme aux consignes papales de 1569 sur le rosaire et sur la place de la mère de Jésus ; pour bien comprendre ce détail, il faut se resituer dans l'atmosphère de la Réforme catholique et donc de la vision de la place de la Vierge dans le dogme chrétien. L'ajout de sainte Anne n'est pas en soi un problème, puisque sa présence suggère la doctrine de l'Immaculée Conception depuis le tournant du XVe siècle, mais Caravage brise là une tradition amorcée par Léonard de Vinci, qui consiste à composer une pyramide qui associe étroitement les trois personnages : sainte Anne est au contraire mise de côté, le visage hâlé et les mains rugueuses n'empêchant pas, selon Langdon, d'y voir un aspect grave et digne, évocateur de la sculpture classique — au contraire de la mère et de l'enfant dont l'humanité chaleureuse est immédiatement perceptible. On peut même considérer que ce naturalisme frappant a pu contribuer à choquer certains spectateurs, ce qui renvoie aux questions de décorum.
Certains chercheurs invitent néanmoins à la prudence quant aux raisons du rejet de ce tableau : bien des idées reçues sur Caravage proviennent de ses premiers biographes, notamment Giovanni Pietro Bellori et Giulio Mancini, y compris dans ce qu'il peut y avoir de faux ou d'orienté dans leurs interprétations. Ainsi, Sybille Ebert-Schifferer conteste tout à fait un quelconque refus de ce tableau mais considère qu'il a été volontairement transféré par la confrérie des Palefreniers dans leur église, avant qu'il ne soit revendu avec profit au cardinal Scipione Caffarelli-Borghese : de fait, toujours selon elle, la livraison du tableau n'est l'occasion d'aucun scandale. Après tout, la théologie contemporaine à Caravage n'accorde à sainte Anne qu'un rôle subalterne, ce qui est ici le cas. L'historienne de l'art Catherine Puglisi va dans ce même sens : « Compte tenu de l’illustration apparemment parfaite de Caravage du dogme marial, on ne peut que s’étonner du sort subi par sa Madone des Palefreniers, si promptement enlevée de Saint-Pierre. »
Dès lors, le retrait du tableau ne serait lié qu'au caractère particulier de son lieu d'exposition : peut-être n'y a-t-il finalement que quelques détails un peu gênants pour la basilique Saint-Pierre, mais qui n'auraient posé aucun problème ailleurs, comme l'aspect peu avenant de sainte Anne, la nudité du Christ ou la tenue de Marie, qui a la robe partiellement retroussée comme l'aurait une simple ménagère. Peut-être est-ce, encore une fois, le naturalisme de cette femme à laquelle toute mère pourrait s'identifier qui ne convient alors tout simplement pas pour la prestigieuse basilique et ses très sourcilleux gardiens du dogme.

## La sainte Anne trinitaire par espaces géographiques

### En Italie

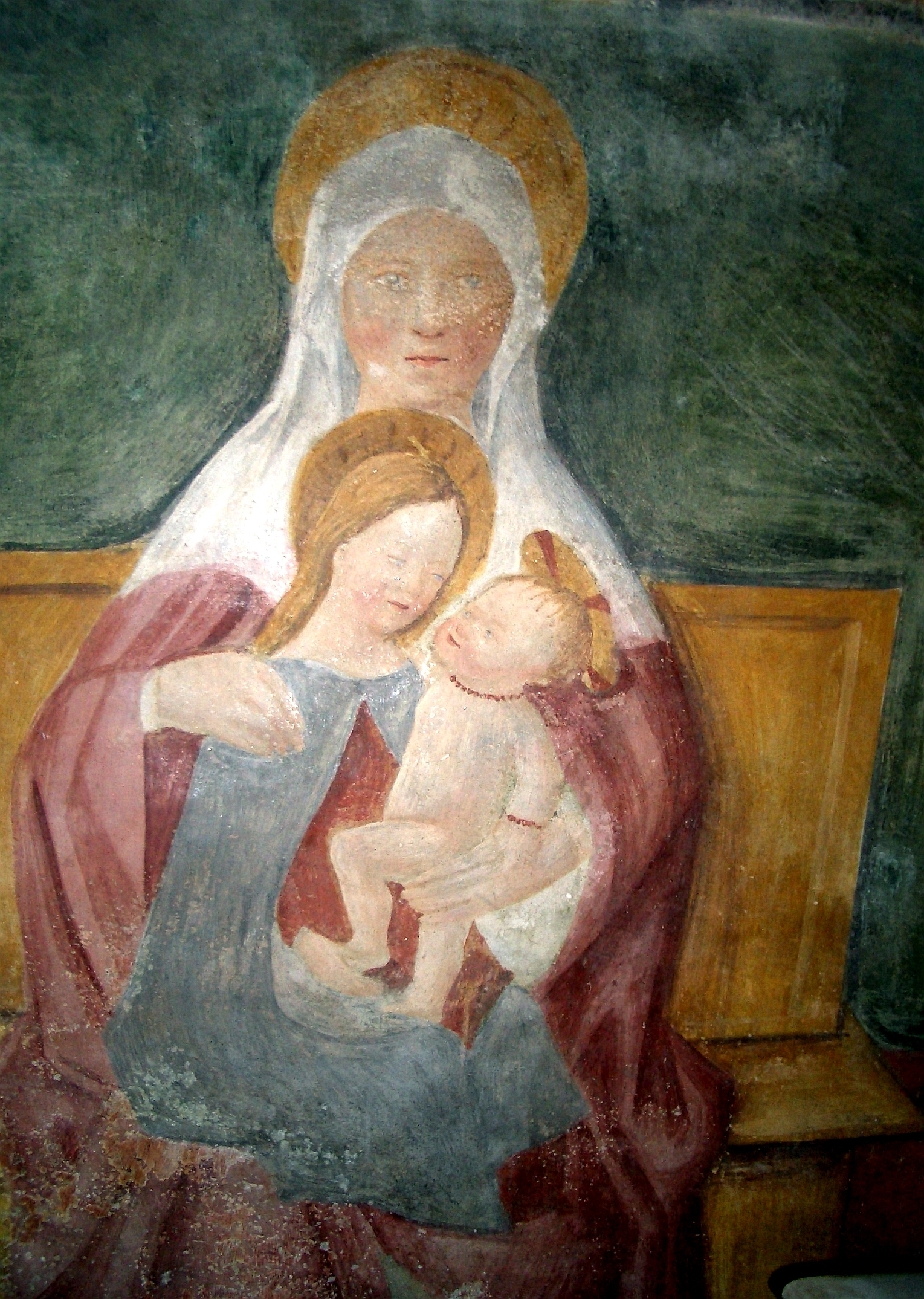
Disciple de Martino Spanzotti, Sant'Anna metterza, fin du XVe siècle, Favria, église di San Pietro Vecchio.

Bénéficiant d'une « très riche iconographie populaire », le thème iconographique de la « sant'Anna metterza » (« sainte Anne en troisième ») connaît avant le concile de Trente « son plus glorieux épanouissement » dans l'aire culturelle italienne, bien plus que partout ailleurs en Europe. Il tire en effet son succès de la grande dévotion populaire dont bénéficie sainte Anne depuis l'implantation précoce de son culte à Rome au milieu du VIIe siècle,. De même, en tant que puissance maritime de la Méditerranée occidentale, Pise constitue un autre site d'implantation du culte de la sainte : ainsi, sa première église consacrée à la sainte date de 1086. Suivront des villes comme Naples ou Gênes. Signe de son importance dans les représentations de la sainte Anne trinitaire, Anne est ainsi systématiquement représentée, et jusqu'à Léonard de Vinci, « comme la plus imposante, la plus solennelle, la plus âgée » des trois personnages. 
Deux éléments expliquent ce succès. D'abord ce culte est alimenté par le succès de la très populaire Légende dorée du dominicain et archevêque de Gênes Jacques de Voragine. De plus, l'un et l'autre — culte et thème — sont encouragés par les autorités religieuses : ainsi le pape Sixte IV met en place une indulgence qui promet la remise des péchés à quiconque prononce une prière devant l'image de l'Anna metterza,. En revanche, le thème de la « sainte Famille » qui en dérive est quasiment absent de la péninsule : seules quelques œuvres sont créées au nord, certainement sous l'influence des pays germaniques,.
Dans ce cadre, la ville de Florence constitue un cas particulier. En effet, sainte Anne est la protectrice de la ville depuis le soulèvement de ses habitants contre Gautier VI de Brienne le 26 juillet 1343, jour de la fête de la sainte. De plus, son image profite de ce que la sainte apparaît comme la protectrice de la cité contre la peste : la population lui prête ainsi des vertus apotropaïques, notamment depuis l'épisode épidémique survenu dans la ville en 1348.
Mis sous un relatif silence durant une partie du XVe siècle, le culte — partant, le thème iconographique de la « sant'Anna metterza » — bénéficie de la restauration de la République, lors de la chute des Médicis en 1494. L'image à Florence est donc liée à un contexte politique local qui la favorise. De fait, fait remarquer Daniel Arasse, lorsque les Florentins défilent devant le carton de Léonard de Vinci représentant la sainte Anne trinitaire et exposé en ville au printemps 1501, ce n'est pas tant pour admirer le travail de l'artiste que pour obtenir l'intercession de la sainte, la ville étant sous la menace de César Borgia.
Paradoxalement, le concile de Trente (1545 - 1563) parvient sans peine à éteindre dans la péninsule une histoire de sainte Anne déjà atteinte par la Réforme protestante (premier quart du XVIe siècle) : le thème iconographique de la « sant'Anna metterza » est supplanté par celui de la Sainte Famille, dans lequel la sainte, quand elle est présente, est en retrait. Jean-Pierre Maïdani Gérard veut voir dans cette relégation un rejet par la Réforme puis la Contre-Réforme de ce qui pourrait être assimilé à un culte païen antique d'autant plus critiqué qu'il concerne une figure féminine. Dès lors, quand il est repris par des artistes, le thème est rendu réaliste et « adouci » et la scène décrite entre les trois personnages emprunte son inspiration et ses caractéristiques à la scène de genre : les deux femmes présentent un important écart d'âge ; Marie est tournée vers sa mère et la présente à son fils ; la vieille femme et l'Enfant, enfin, échangent des gestes affectueux.

### En France

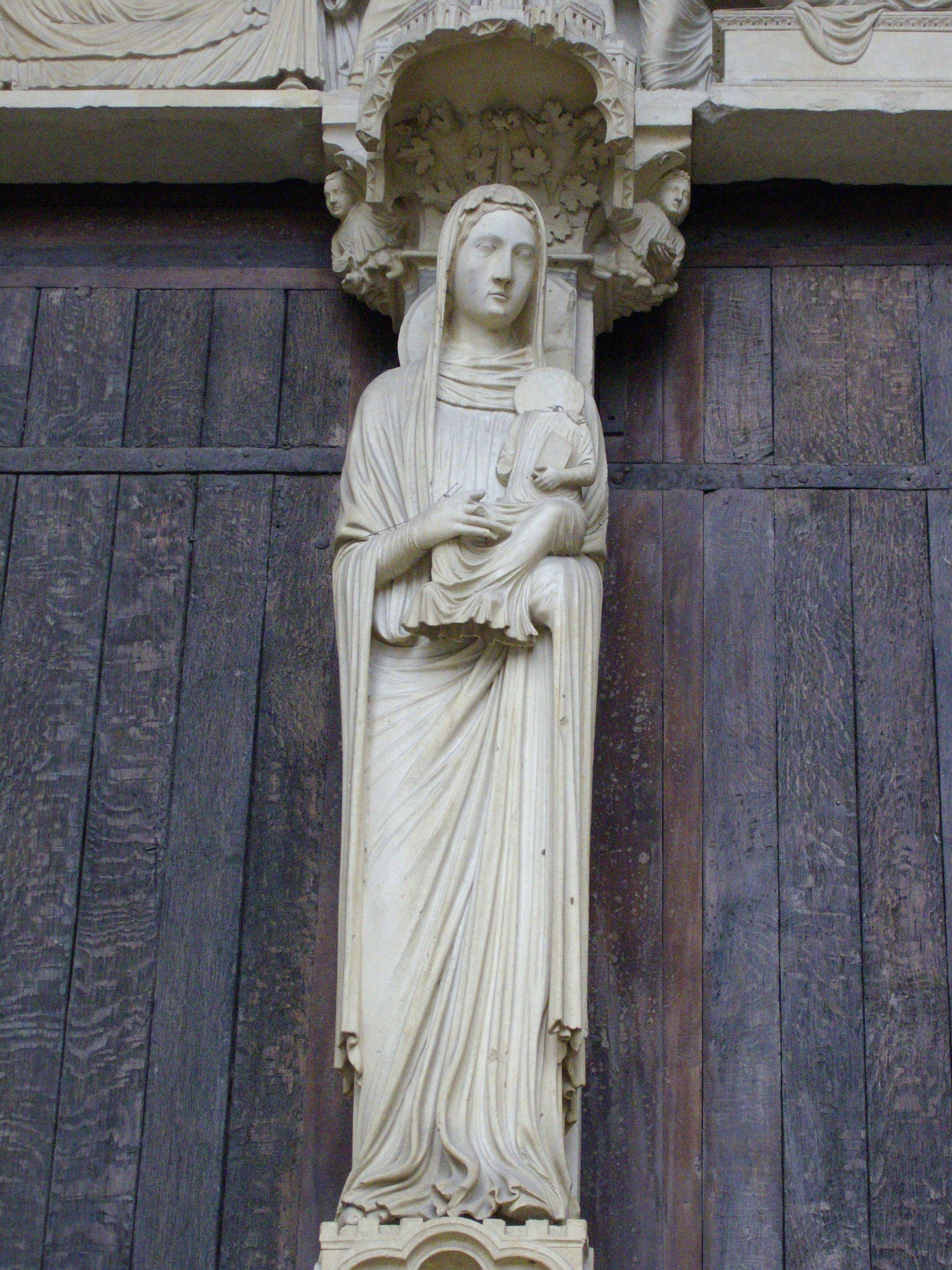
Artiste anonyme, Sainte Anne et Marie, 1210, Chartres, cathédrale Notre-Dame de Chartres, trumeau du portail nord (dit « portail de l'Alliance »).

La figure de sainte Anne fait l'objet d'une véritable dévotion en France. La première représentation d'un groupe sainte Anne - Marie remonte à 1210 avec une sculpture sur le trumeau du portail nord de la cathédrale de Chartres créée à l'occasion du transfert dans les lieux de la tête d'Anne. Puis c'est la dévotion envers les demi-sœurs de la Vierge, « les trois Marie », qui s'exprime plus volontiers dans le pays, comme en témoigne une miniature peinte par Jean Fouquet au XVe siècle dans le Livre d'heures d'Étienne Chevalier.
En France, la sainte Anne trinitaire s'exprime surtout sous la forme de la statuaire : le thème apparaît ainsi sur le retable dit « de la Tarasque » dans l'autel des Aygosi conservé dans la cathédrale Saint-Sauveur d'Aix-en-Provence et achevé le 28 janvier 1470 par le sculpteur Audinet Stéphani. 
La première représentation sur vitrail d'une sainte Anne trinitaire en France est recensée
dans la cathédrale Sainte-Anne d'Apt : celui-ci date de 1501 et est créé dans une chapelle où sont conservées des reliques enveloppées dans un étendard connu alors comme « le voile de Sainte-Anne » — en fait, le manteau d'un calife égyptien du XIe siècle ; la composition semble avoir pour source d'inspiration un dessin ou une gravure provenant des Pays-Bas. Concernant la peinture, enfin, les tableaux, notamment ceux d’autel, sont rares et apparaissent à partir du milieu du XVe siècle. De manière générale, la France connaît deux grandes sources d'influences : si les tableaux de la partie septentrionale du pays sont d'inspiration nordique — et pour cette raison, « ne présentent aucune originalité » —, ceux du sud adoptent le style gothique international.

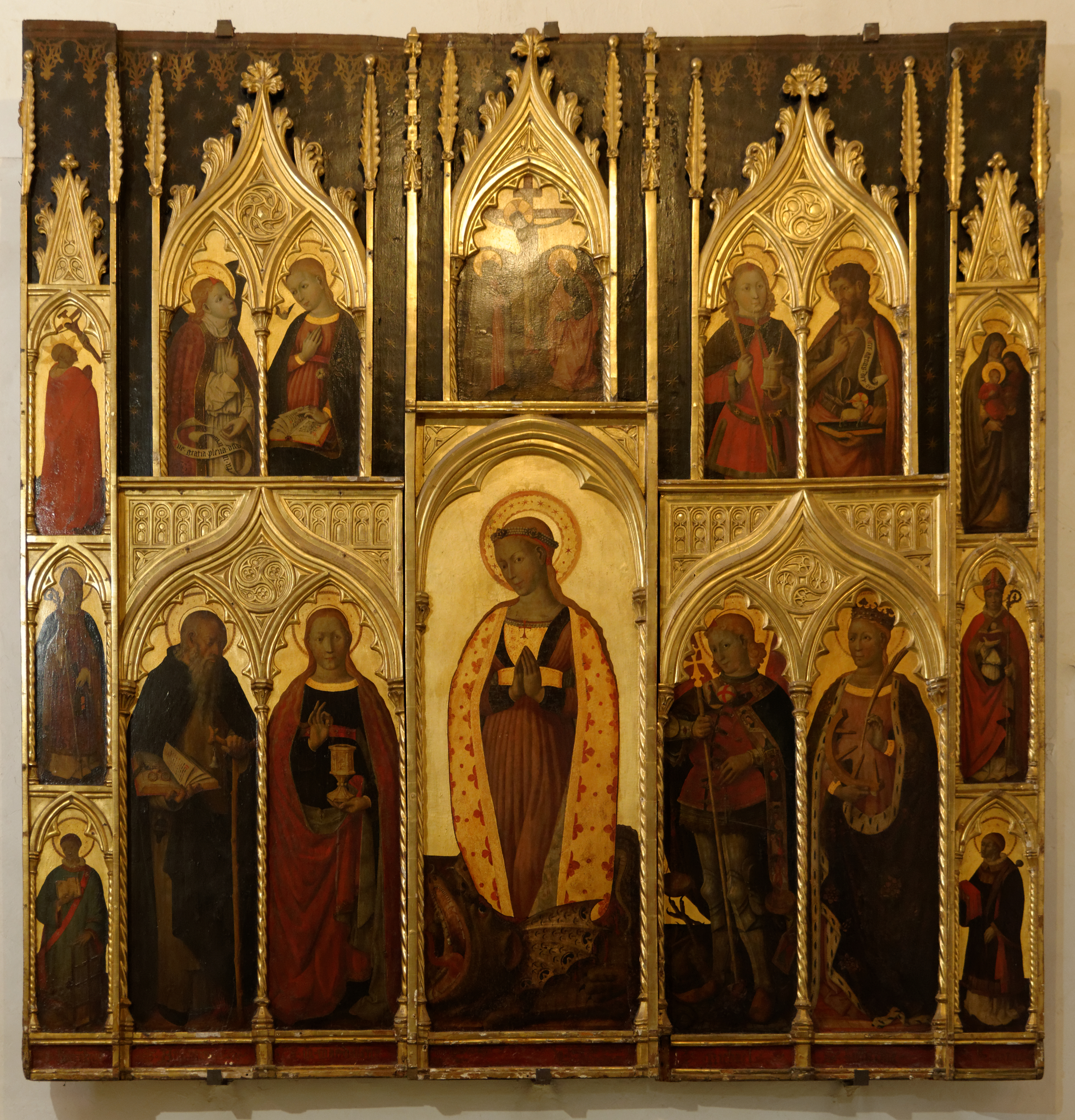
Jacques Durandi, Retable de sainte Marguerite, milieu du XVe siècle, Fréjus, Cathédrale Saint Léonce (la sainte Anne trinitaire est située dans la niche en haut à droite).

Cependant si le culte de sainte Anne bénéficie d'un réel intérêt en France, peu de témoignages de sa représentation en sainte Anne trinitaire sont parvenus jusqu'à l'époque contemporaine, en comparaison avec les autres pays d'Europe : en effet, les guerres de Religion et la Révolution française ayant été l'occasion de nombreuses destructions, il se peut qu'un grand nombre d'œuvres qui la montraient aient disparu.
Les chercheurs soulignent un grand intérêt pour sainte Anne dans le Centre, en Normandie et en Bretagne — cette dernière étant placée sous le patronage de la sainte. En Bretagne, bien que tardif puisqu'il remonte au XVIIe siècle, l'intérêt pour la représentation du thème semble donc à l'avenant ; en témoignent les conditions de la création du pèlerinage à Sainte-Anne-d'Auray : en mars 1625, une statue en bois représentant la déesse romaine Bona Dea allaitant deux enfants est découverte par un paysan, Yvon Nicolazic ; elle est alors modifiée par les moines capucins d'Auray pour en faire l'image d'une sainte Anne trinitaire tenant sur ses genoux la Vierge et l'Enfant Jésus. Encore très nombreuses dans cette région, les représentations du thème adoptent majoritairement la structure verticale et relèvent de l'art populaire. 
Quant au reste de la France, enfin, les représentations de la sainte Anne trinitaire reprennent les caractéristiques de l'art flamand dans le nord et de l'aire germanique en Alsace dont elles adoptent la composition horizontale.

### En Europe du Nord
En Europe du Nord, c'est dans l'aire culturelle allemande et aux Pays-Bas que le thème de la sainte Anne trinitaire s'installe le plus profondément et le plus durablement « à ce point que le terme d'Anna Selbdritt […] est couramment employé dans les autres langues pour désigner brièvement [le] groupe ». Cette installation s'étend sur une période allant du XVe au XVIIe siècle, : le thème est bien implanté dans toutes les couches de la société, aussi bien chez les clercs que chez les laïcs, et se développe notamment par l'intermédiaire de confréries spécifiquement dédiées. 
Les raisons de ce succès sont multiples. D'abord le Saint-Empire accueille de nombreuses reliques, telles que le pouce de la main droite et les fragments de bras et de doigt de sainte Anne que rapporte de Terre sainte en 1493 le prince-électeur Frédéric III de Saxe pour sa collection de reliques à Wittemberg. Par ailleurs, la figure de sainte Anne s'accorde avec les valeurs familiales promues dans la société germanique et, à travers elles, les valeurs de stabilité sociale qu'elles véhiculent. De plus, sainte Anne est aimée pour son rôle d'intercesseure auprès de Dieu lors des nombreux épisodes de guerres et d'épidémies. Cela se traduit donc par un engouement populaire : ainsi, l'historien de l'art Vincent Delieuvin souligne combien les traces de brûlures par les flammes des bougies que l'on peut trouver sur des statues de sainte Anne trinitaire témoignent de la ferveur des fidèles. 
Le culte dédié à sainte Anne se développe sous la forme de sainte Anne trinitaire puis sous sa forme dérivée de Sainte Parenté. De même, dans le monde clérical, cela se traduit par la fondation par les Franciscains de nombreuses confréries dédiées à la sainte. Des chapelles et églises qui lui sont dédiées se multiplient et partant, ses images.

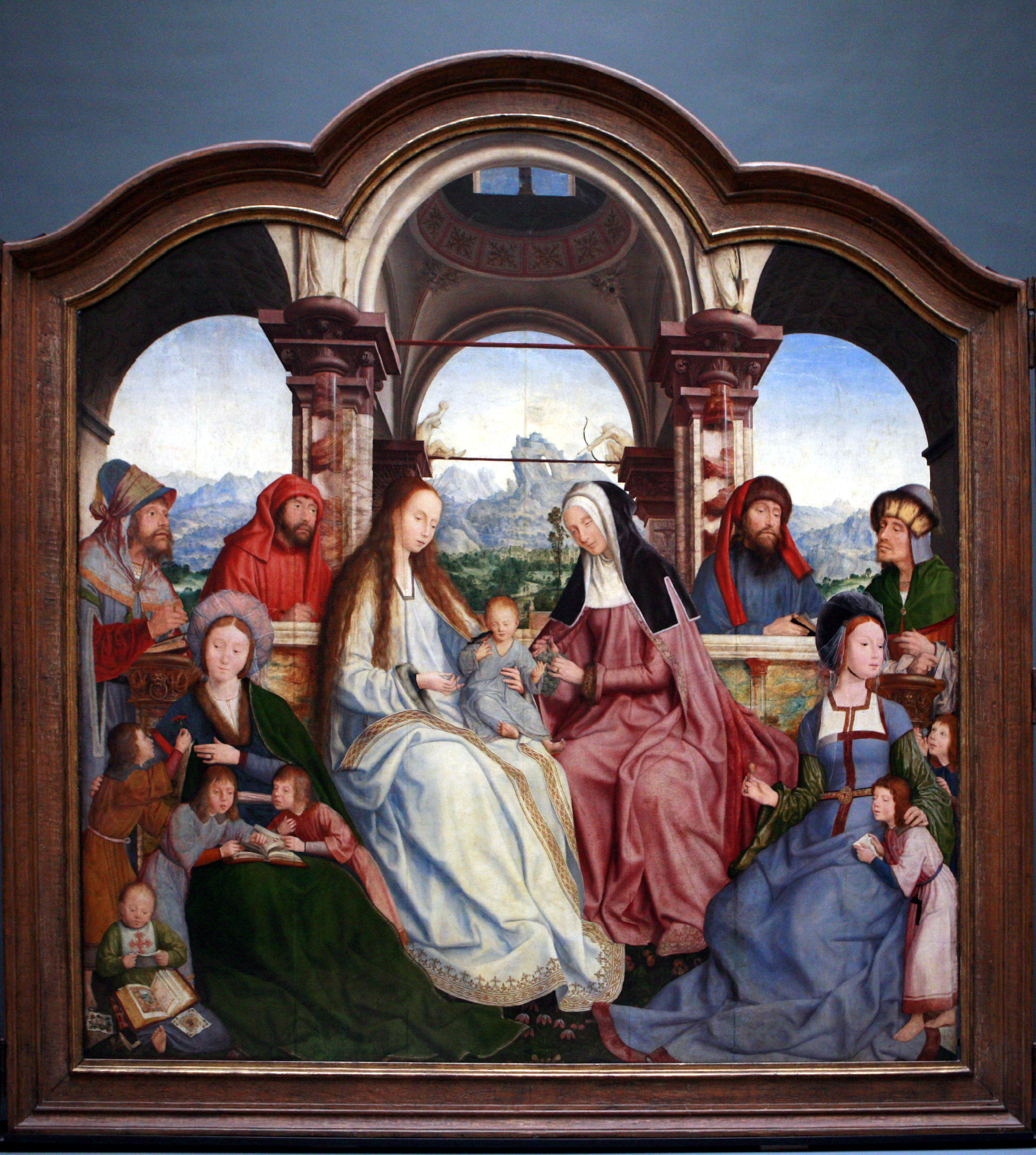
Quentin Metsys, panneau central du Triptyque de la confrérie Sainte-Anne à Louvain, vers 1508-1509, Bruxelles, musées royaux des Beaux-Arts de Belgique, no inv. mg 2985.

Cette dévotion à l'image de la sainte Anne trinitaire se confirme dans les différentes couches de la société malgré les critiques émises en 1518 par Martin Luther qui qualifie la sainte d'« idole » (« Abgott » en allemand),. Un accord s'élabore même entre catholiques et protestants autour de la sainte Famille et des mariages successifs de la mère de Marie. Ainsi, évoquant le triple mariage, un ancien moine devenu protestant écrit en 1523 : « Je crois que Dieu a établi le mariage de telle sorte qu’une pieuse personne mariée, même si elle a été mariée trois fois, est plus estimée de Dieu qu’un moine ou une nonne qui sont restés chastes pendant trente ans ». Cela n'empêche pas Frédéric III de Saxe, catholique mais sensible aux arguments de Luther, de renoncer à son culte la même année.
De fait, les deux thèmes iconographiques de la sainte Anne trinitaire et de sa dérivée, la Sainte Parenté, cohabitent volontiers dans le Saint-Empire romain germanique de 1450 à 1550 environ. Leur représentation ne décroît que lentement à la suite des directives du concile de Trente selon lequel le titre de « Trinité terrestre » doit être réservé à la Sainte Famille. 
Dans le Saint-Empire, la sainte Anne trinitaire (Anna Selbdritt) suit un schéma iconographique aussi strict que répandu : « Anne, l'aïeule, est coiffée, comme une femme mariée ou d'âge mûr, d'une guimpe formant mentonnière et d'un voile dissimulant sa chevelure ; sa fille, la Vierge Marie, est une fillette gracile aux cheveux dénoués ; son petit-fils, Jésus, est un jeune enfant nu » et, « debout en position centrale, Anne l'aïeule porte sur un bras sa fille Marie et sur l'autre son petit-fils Jésus [selon une] composition symétrique et [un] amenuisement de la figure mariale, sans souci de vraisemblance ».
Dans la région néerlandaise, le thème de la sainte Anne trinitaire connaît un succès durable. Néanmoins, celui de la sainte Anne éducatrice prend peu à peu le pas pour le supplanter à la fin du XVIe siècle : présent depuis le XIVe siècle en Angleterre, il migre aux Pays-Bas et dans les régions limitrophes. Il faut voir là les effets des préconisations du concile de Trente, comme dans l'aire germanique, mais aussi considérer l'influence du carme flamand et évêque de Tournai Laurent De Cuyper dont l'ouvrage La véritable histoire de la sainte grand-mère du Christ paru en 1593 confirme le rejet du triple mariage d'Anne et donc de la sainte Famille. Dès lors, les conventions iconographiques évoluent : « Anne n’est plus une mère idéalisée puisque son visage est marqué par l’âge, les traits sont plus accusés, le menton proéminent. La jeune Marie, bien que placée dans le giron de sa mère, lui tourne maintenant le dos. »
Notons que les œuvres comme La Sainte Famille de Jonathan RICHARDSON Junior réalisé entre 1742 et 1765, et La Sainte Famille de nuit d'un disciple anonyme de Rembrandt , réalisé entre 1642 et 1648, serviront de référence au graveur anglais John Thomas Smith pour concevoir la règle des tiers en 1797.  

### Autres régions d'Europe et du monde

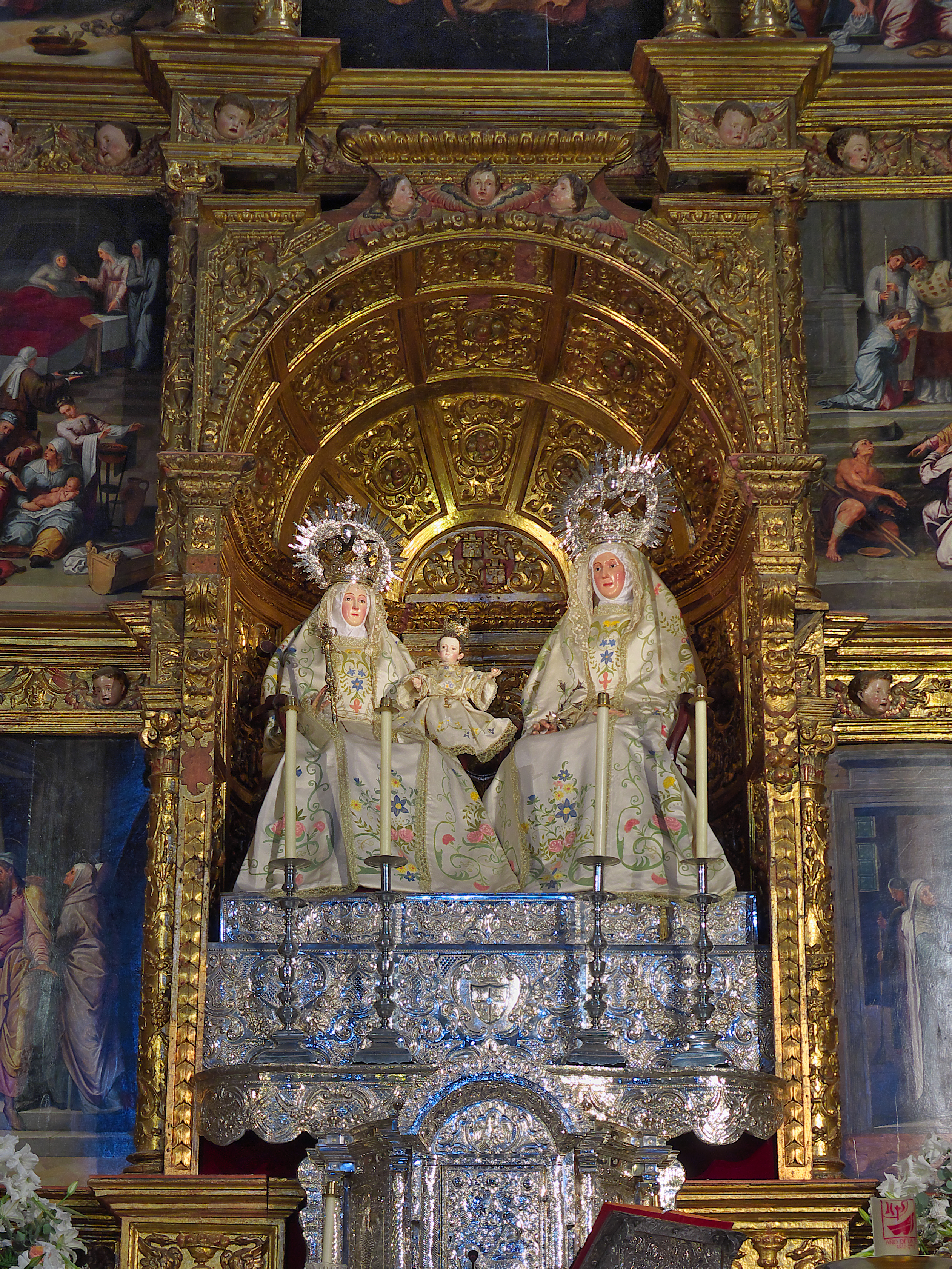
Santa Ana, la Virgen y el Niño, seconde moitié du XVIe siècle, Séville, église Sainte-Anne.

Le thème de l'« Ana Trina » ou « Ana Triple » connaît un certain succès dans la péninsule Ibérique. La production la concernant correspond au style néerlandais. En effet, il existe de nombreux liens économiques et artistiques entre les Pays-Bas, le Saint-Empire romain germanique et l'Espagne, notamment avec l'avènement de Charles Quint, et l'art espagnol se voit grandement influencé par les apports de maîtres néerlandais qui viennent dans le pays. Annie Cloulas-Brousseau évoque ainsi en guise d'exemple le sculpteur anversois Gil de Siloé qui compose à la fin du XVe siècle un retable dans la cathédrale Sainte-Marie de Burgos (Capilla del Condestable) au sommet duquel il place un groupe de sainte Anne trinitaire. De fait, on trouve souvent en Espagne des compositions de type horizontal où les deux femmes de tailles identiques sont assises côte à côte, l'Enfant occupant une place centrale, ce qui correspond aux caractéristiques de l'art du nord de l'Europe. Le thème fait souvent l'objet de représentations sculptées, en particulier sous forme d'effigies portées en procession lors de fêtes religieuses. Contrairement à ce qui se passe en Italie ou en France, le thème se maintient dans le royaume jusqu'au XVIIe siècle avant de décliner.
L'image de la sainte Anne trinitaire se trouve aussi en Europe centrale dès le XIIIe siècle jusqu'au milieu du XVIe siècle. Tchèques et Moraves la nomment Anna Samatreti. En revanche, on ne trouve pas ou très peu d’occurrence de mise en œuvre du thème plus à l'est,.
Concernant enfin le Nouveau Monde, à la suite d'une vigoureuse résurgence du culte de sainte Anne en France et plus particulièrement en Bretagne, la Nouvelle-France — terre catholique par la force des choses — est au XVIe siècle un lieu où les représentations du thème s'implantent avec succès parmi les colons, ce dont témoigne l'érection de la cathédrale à Sainte-Anne-de-Beaupré qui devient un centre de pèlerinage pour la région. Quant aux peuples autochtones comme les Indiens micmacs, la professeure acadienne d'histoire comparée des religions Denise Lamontagne décrit leur conversion par « un procédé de conversion par l'image. Pour ces « païens » qui ne savaient ni lire, ni écrire, les images saintes se présentaient comme un véritable lieu théologique leur permettant pour ainsi dire, de lire en regardant sur les murs » ; or un lien privilégié entre sainte Anne et les Amérindiens s'établit. Néanmoins, comme sur le Vieux Continent, le processus issu du concile de Trente conduit à « l'élimination progressive des saints au profit de l'unique figure de Marie » : il s'ensuit une marginalisation de la figure de sainte Anne. À la représentation de la sainte Anne trinitaire, se substitue alors celle de la sainte Anne éducatrice qui s'impose d'autant plus qu'elle est proposée aux peuples autochtones par un rapprochement avec la figure de Nogami, la grand-mère détentrice d'expérience et de sagesse.
Quant à l'Amérique du Sud, c'est également la variante de la sainte Anne éducatrice qui, par l'intermédiaire de l'Espagne, s'y établit avec succès jusqu'au XIXe siècle.